# 大董家巷片区
大董家巷片区，位于中华人民共和国湖北省武汉市江汉区民族街道，是依托片区内大董家巷与二盛巷两条垂直相交的巷道为核心形成的居民聚落，现位于花楼街（南段）、民权路（中段）、大兴路（北段）合围的区域之中。片区在清代至民国时期先后为汉口华界政治、商业、居住性质俱全的重要街区。截至2024年，片区中仍有多处清至民国时期保存至今的建筑或建筑群，被王汗吾等学者认为对研究本地多领域历史有较高价值。

## 历史

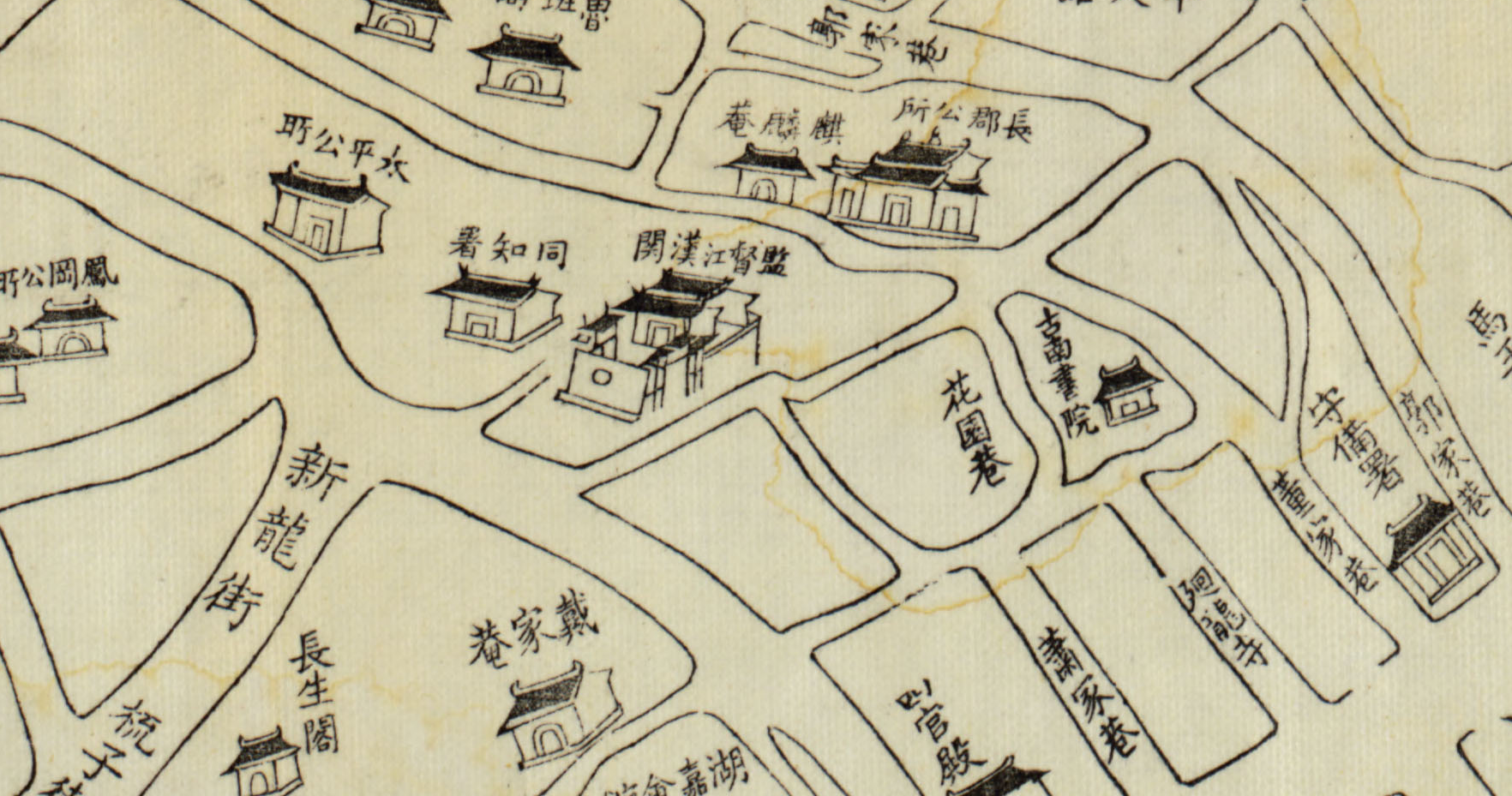
1877年《湖北漢口鎮街道圖》中的大董家巷片区，可见长郡会馆及太平会馆，两座署衙

明朝中后期，大董家巷附近一段大兴路的前身黄陂街便已经兴起，与正街（汉正街）一道成为汉口镇的两条主要街道。到了清代直至民国时期，大董家巷片区成为汉口镇的一个主要街区。在政治上，汉口同知署、江汉关道署、都司署都设在其中。在工商业上，大董家巷片区及周围云集了诸类商业及手工业，形成花布街、袜子街、衣服街等因产业性质得名的街巷。在1930年前后，自太平会馆一直到升平街（今升平左巷附近）的地带形成了武汉三大、汉口唯一的白布行，多贩售岳口布匹。在商帮上，大董家巷片区及周围有多处会馆，如徽帮的太平会馆；湖南帮的长郡会馆、衡阳会馆、平江会馆；江浙帮的湖嘉会馆等。在宗教设施上，有回龙寺、二圣祠等寺观。1953年9月，设立大董家巷街人民政府，管辖片区及周围地带，1957年合并至民族路街道（今民族街道）。

## 街巷
- 大董家巷，位于片区内中部，贯穿东西，全长340米，宽5米，东南起自大兴路，西北终于花楼街。巷道在清末形成，以附近居民董姓较多而得名。1967年至1972年间曾改名长春巷。[9]
- 大董家二巷，位于片区东部，与民权路、大董家巷平行，全长134米，宽5米，东南起自大兴路与大董家巷分叉，西北终于长沙后巷。巷道在清末形成，由大董家巷派生故而得名。1967年至1972年间曾改名长春一巷。[9]
- 二盛巷，位于片区内中部，贯穿南北，全长400米，宽5米，北起自民权路，南至大兴路。巷道在清末形成，原名二圣巷，以附近供有孔孟二人的祠庙“二圣庙（二圣祠）”而得名。1967年至1972年间曾改名洪流巷，随后复名，但“圣”改为其谐音“盛”。[10]
- 二盛一巷，位于片区内北部，长120米，宽3米，东南接二盛巷，西北接花楼街。巷道在民国初年形成，原名二圣一巷，以二圣巷派生形成，因此得名。1967年至1972年间曾改名永光村，随后复名同二盛巷例改为今名。[10]
- 永光村，位于片区内北部，长50米，宽2米，南接大董家巷，北接二盛一巷。1930年代成巷道聚落，初名二圣村，巷村同名，以二圣祠及二圣巷得名。1967年随二圣一巷改名永光村，1972年二盛一巷复名，此巷仍保留该名。[11]
- 迴龙巷，位于片区内南部，为4条巷道的总称，主巷道西北与升平左巷相望，东南至大兴路，巷道建筑群北接大董家巷。巷道在清末形成，巷村同名，因附近曾有寺庙回龙寺而得此名，1967年至1972年间曾改名东风十巷。[12]
- 昇平左巷，位于片区内南部，全长86米，宽5米，起于大董家巷并于长沙后巷相对，先向西南后折向东南，最终与回龙巷相接。巷道在清末形成，一张姓业主在此建造房屋两排，依据东西称为升平左、右两巷，1938年东侧房屋拆除，昇平右巷随后湮没，仅余下升平左巷。1967年至1972年间曾改名长春二巷。[13]
- 长沙后巷，位于片区内东部，全长78米，宽4米，东北接民权路，西南终于大董家巷并于昇平左巷相对。巷道在1930年代形成，因长郡会馆而得名。1967年至1972年间曾改名长春二巷。[14]

## 历史建筑遗存
据王汗吾考证，大董家巷片区存在着9处历史建筑，其中3座会馆建筑遗存、2处石库门里份、4处商业门店。另有已被列入武汉市优秀历史建筑的会馆建筑匹头公所及数处其他学者考证的历史建筑。

### 会馆建筑

#### 平江商业公会
又称“平江会馆”，位于大董家巷17号，占地222平方米，为一幢西式三层楼房。1896年，湖南平江县在汉各行业同乡集资决定建造会馆。1909年在此购地开建，1910年建成，但在1911年辛亥革命期间旋即毁于战乱。1917年再次筹款建造，改建为三层洋房，1919年5月落成，同年报请平江夏口两县成立总商会。此后该建筑成为平江在汉同乡议事集会之处。
1927年马日事变后，中共平江县委书记陈景潜逃至武汉后曾在此处落脚。1931年，平江县苏维埃政府为打破国民党的封锁，借助平江商业公会出口茶油茶叶以换取国统区的粮食物资。
现存建筑全体，外立面门窗拱券、爱奥尼立柱等装饰等依然维持原状。

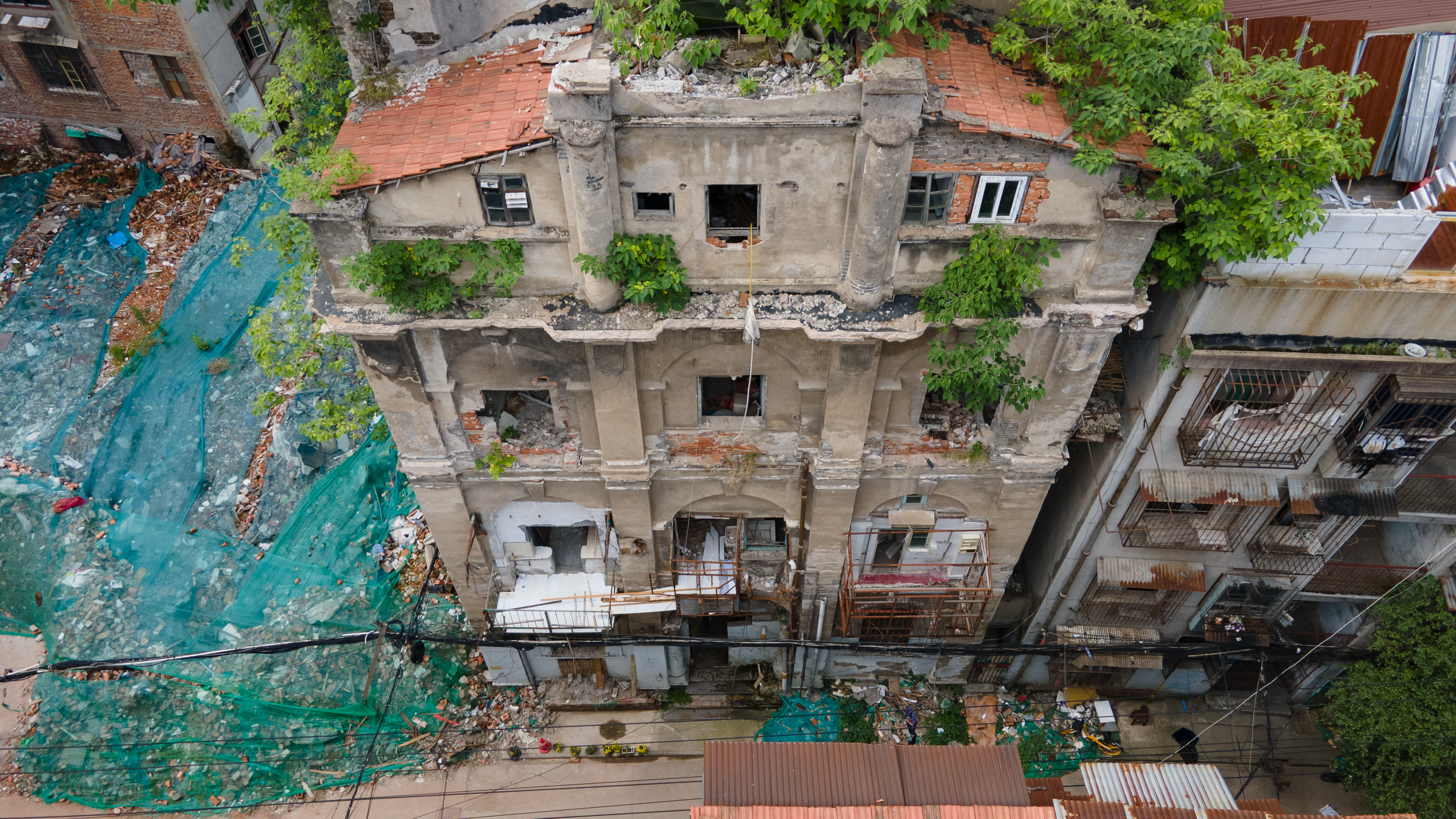
建筑正面
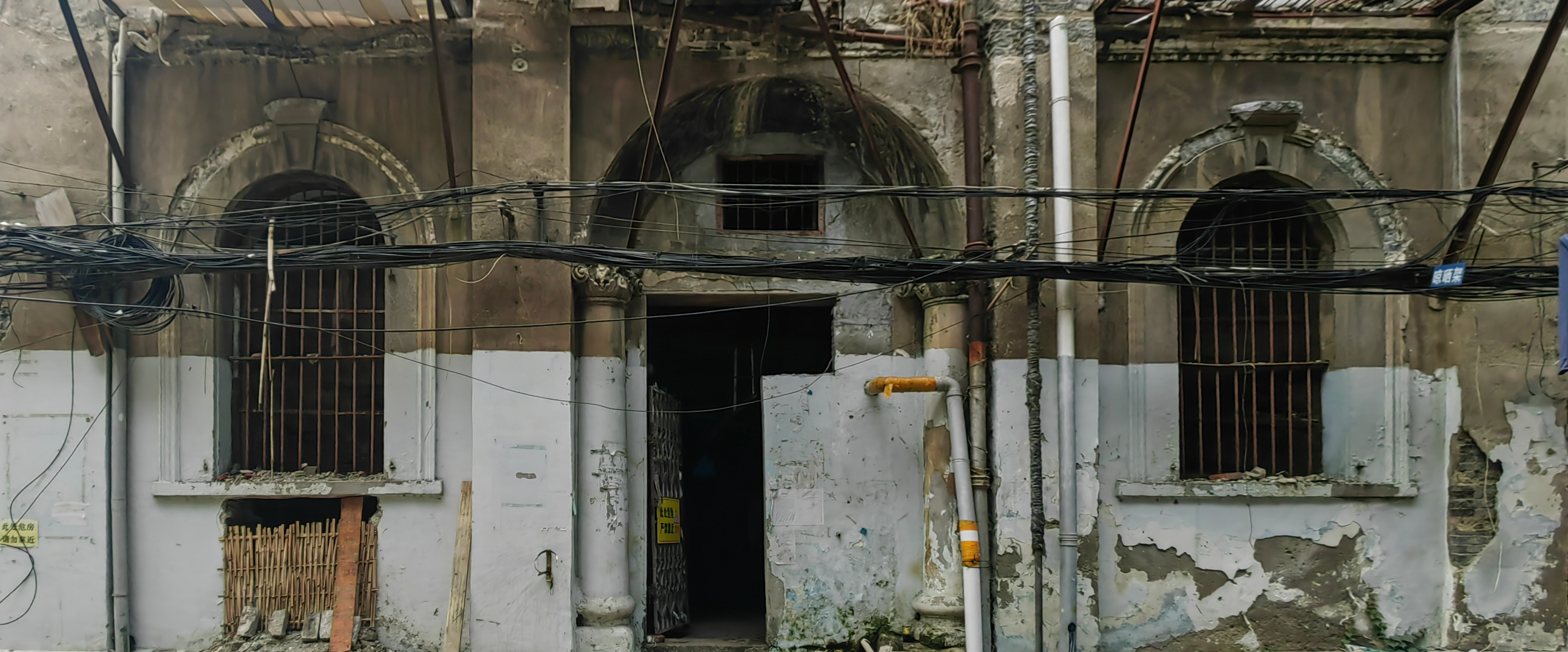
一层门柱

#### 长郡会馆
又称“长郡公所”，位于大董家巷与长沙后巷交会处，门牌号为大董家巷28—40号，为湖南帮的议事场所，建于道光年间。1913年3月，宋教仁汉口追悼会会场便设在长郡会馆中。1931年汉口水灾期间，设为市府公设第八收容所，容纳难民300人。
现存会馆门楼，高约5米，宽25米，正中有正匾“长郡会馆”，另有5米宽的边墙，此外还有石雕等石构件及东侧“溯湘”石匾。会馆其余建筑已全部被毁，改建为黄陂街小学分部（长沙巷小学）。

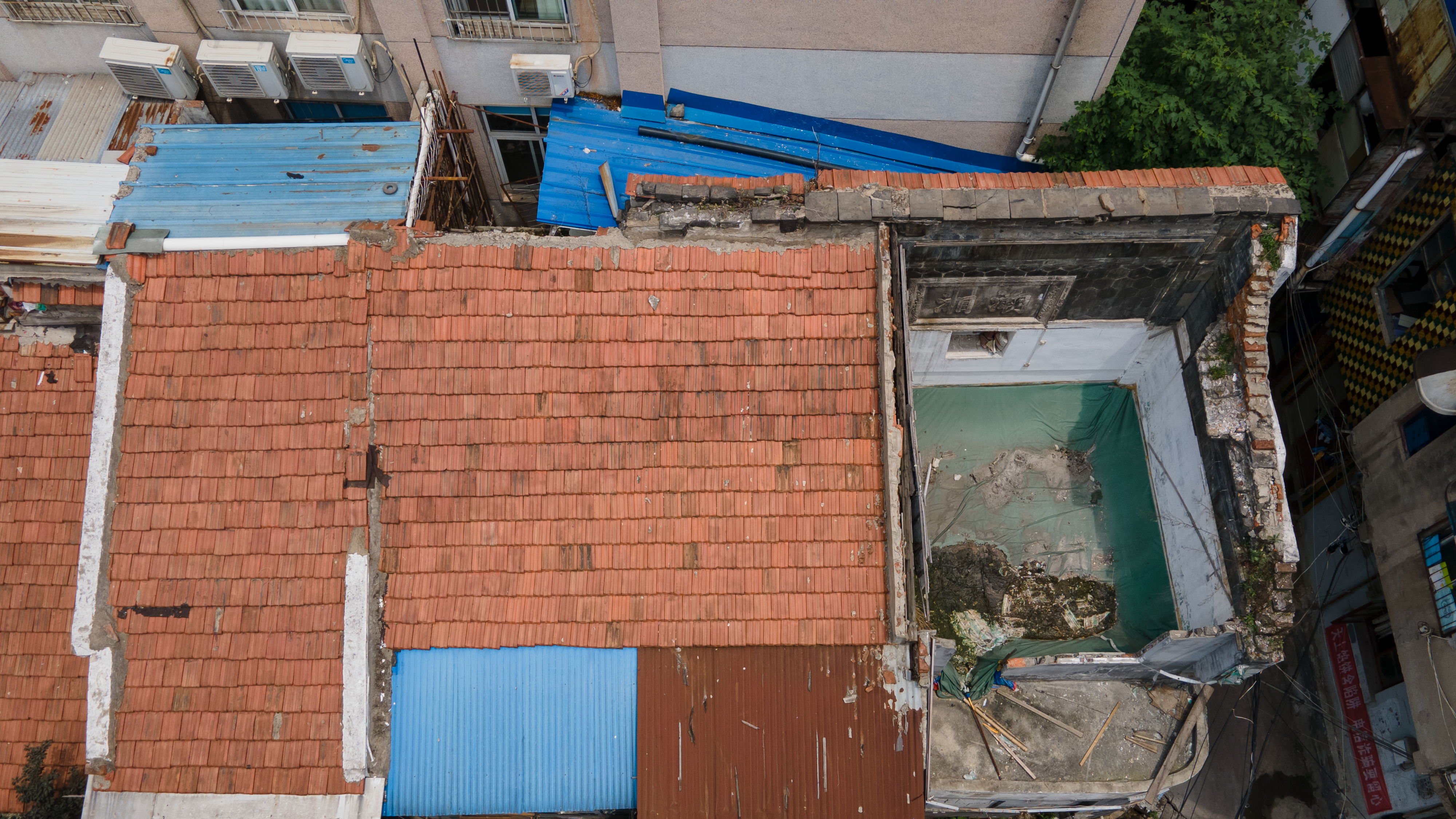
门楼全貌
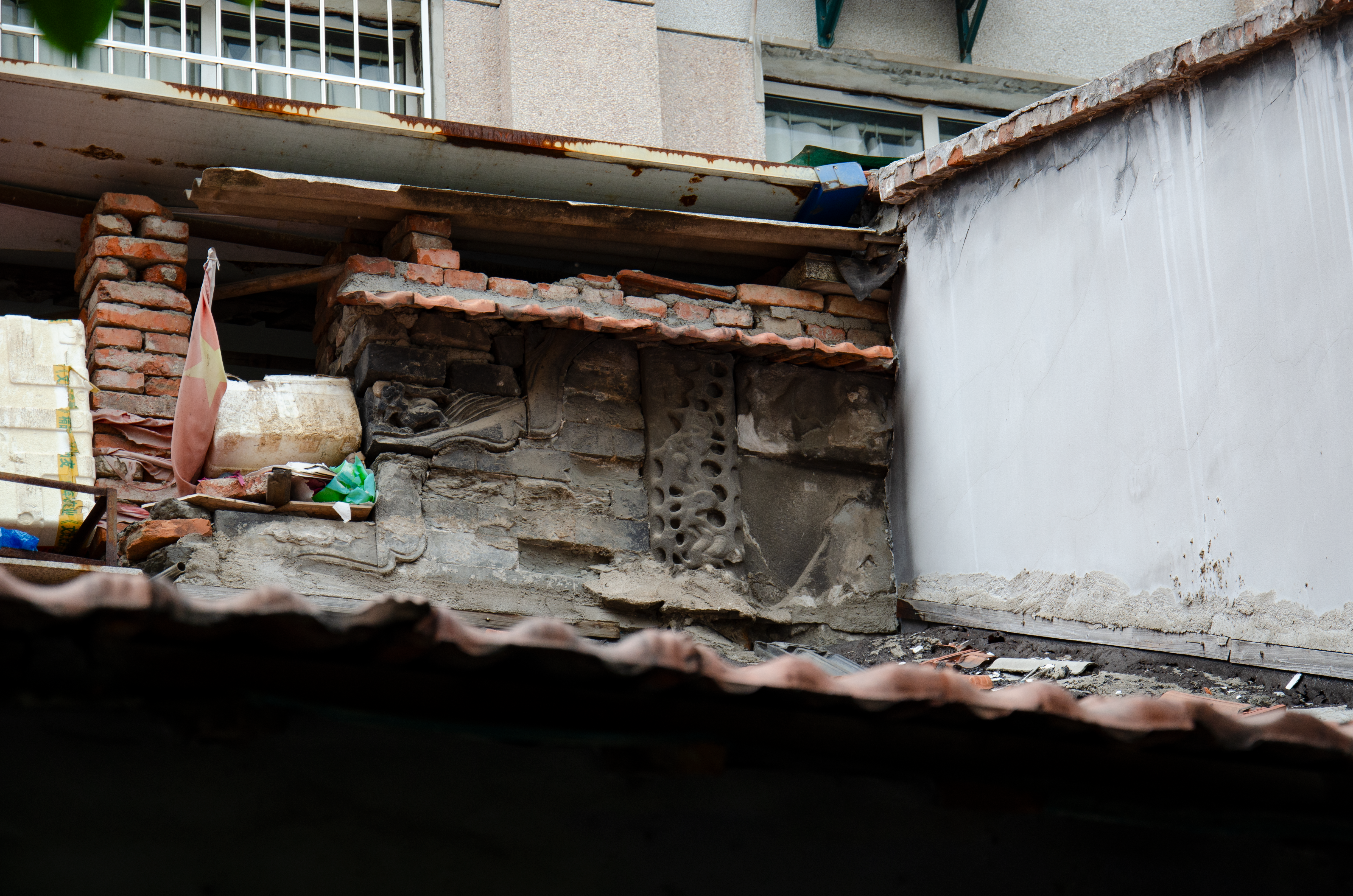
长郡会馆正匾仅有馆字左上角一角露天
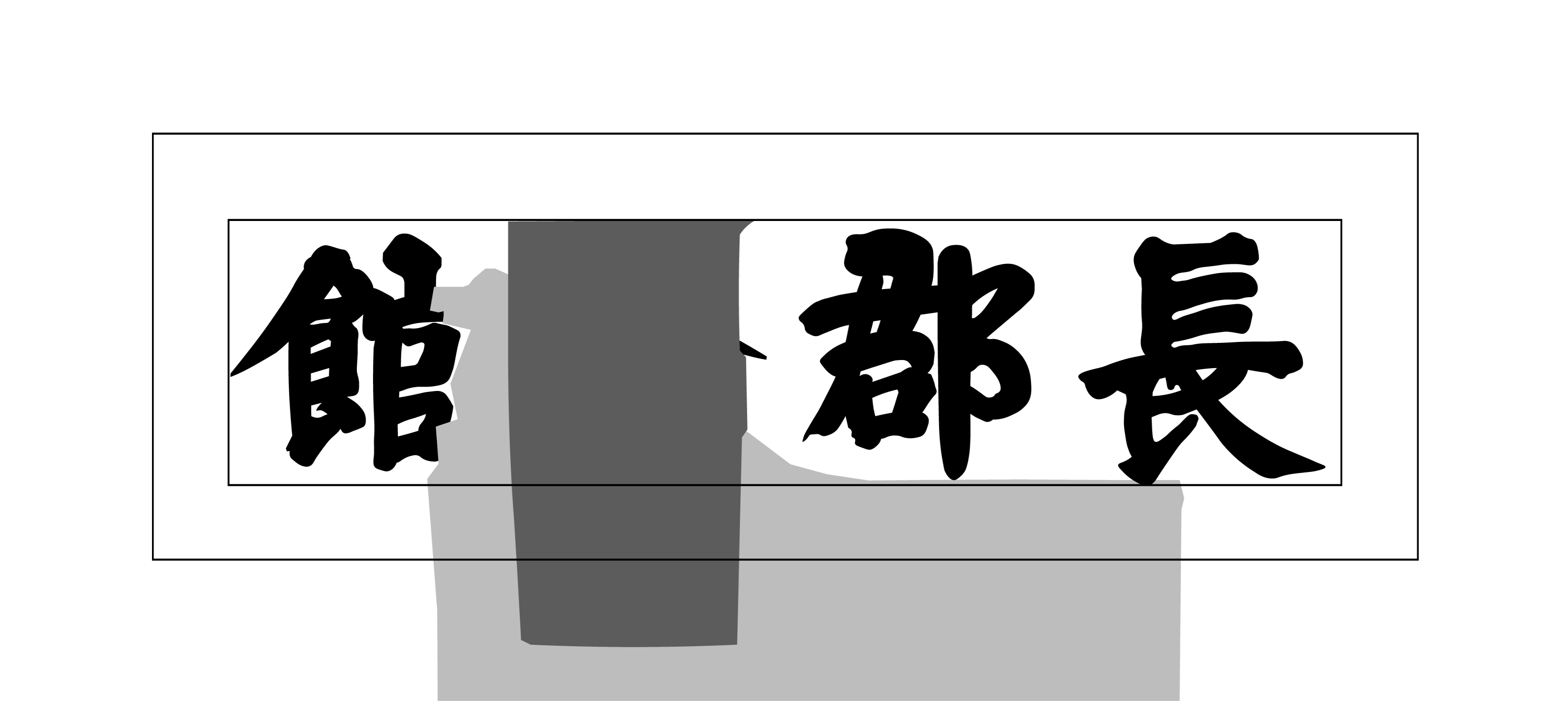
正匾情况，深灰色为被挖去部分，浅灰色为石灰覆盖部分
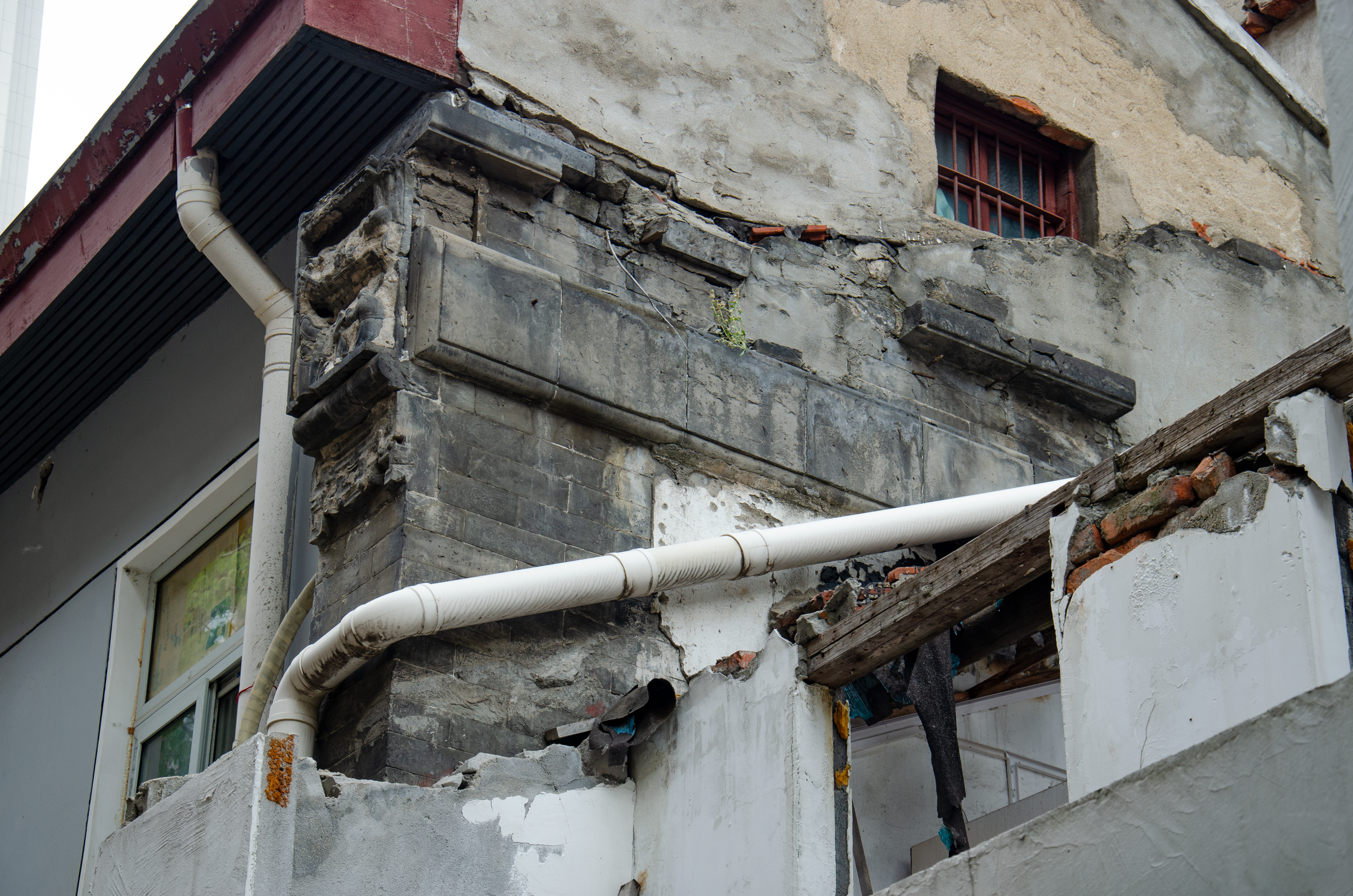
左侧建筑构件
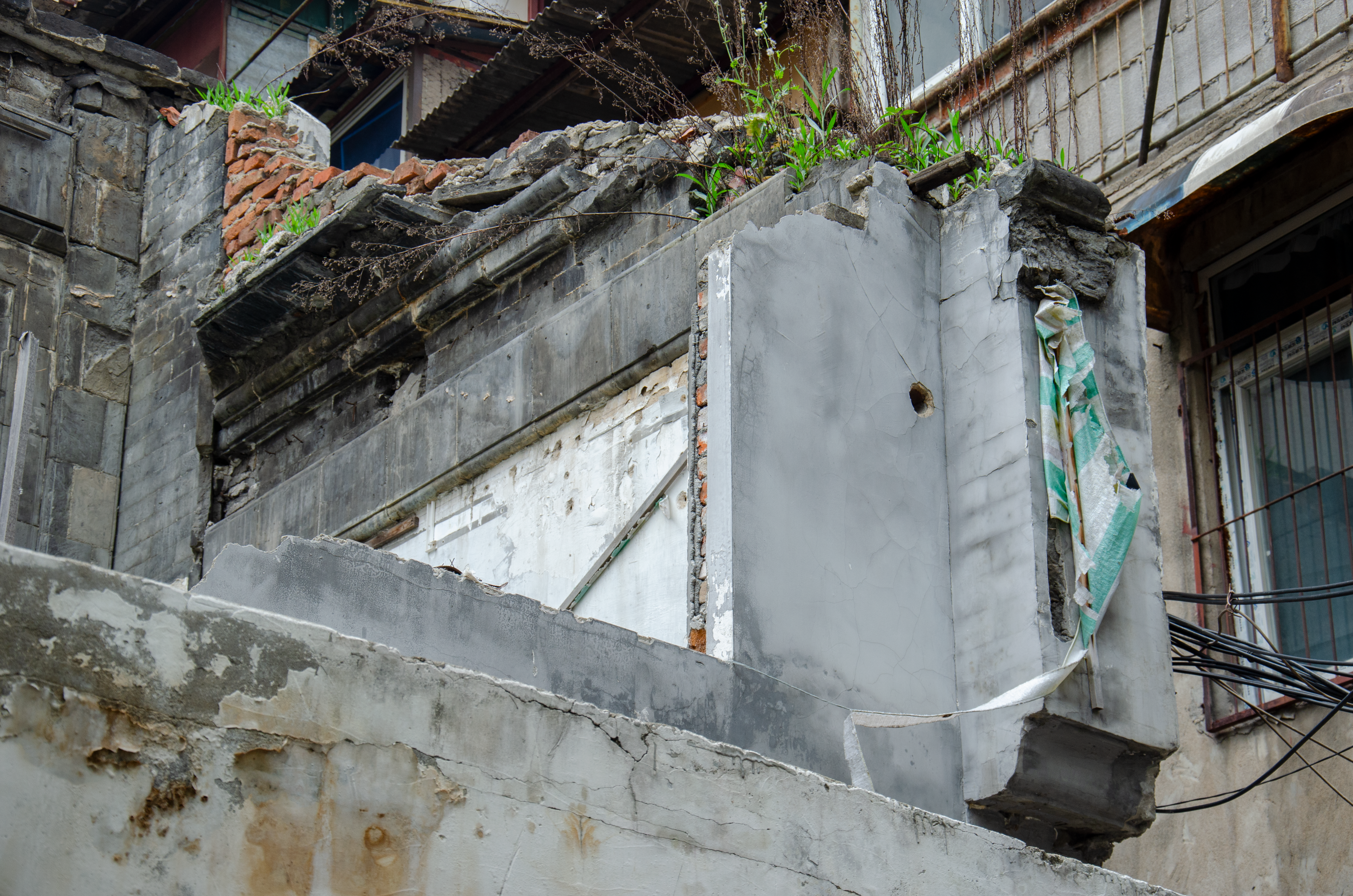
右侧建筑构件
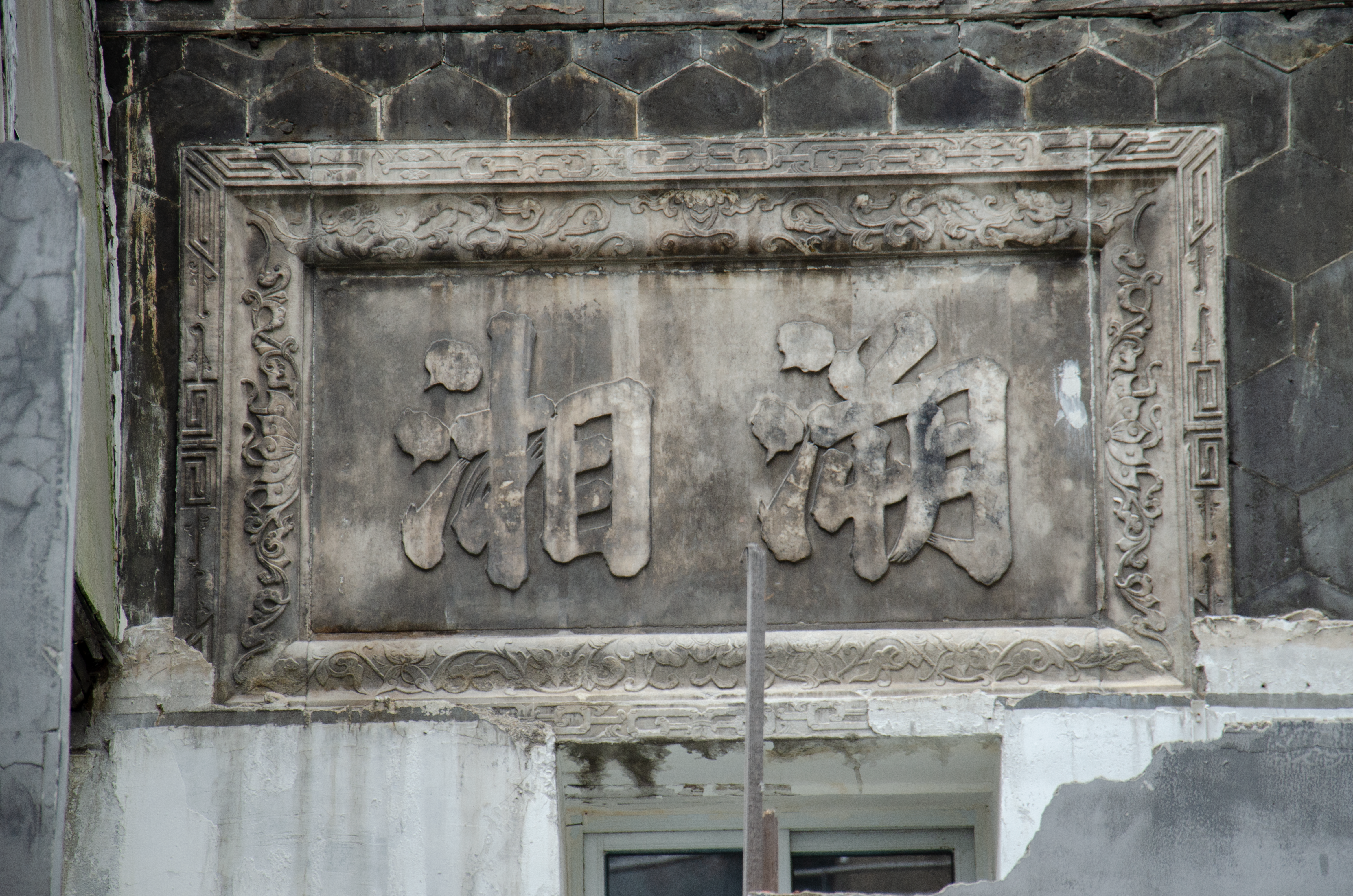
右侧“溯湘”石匾
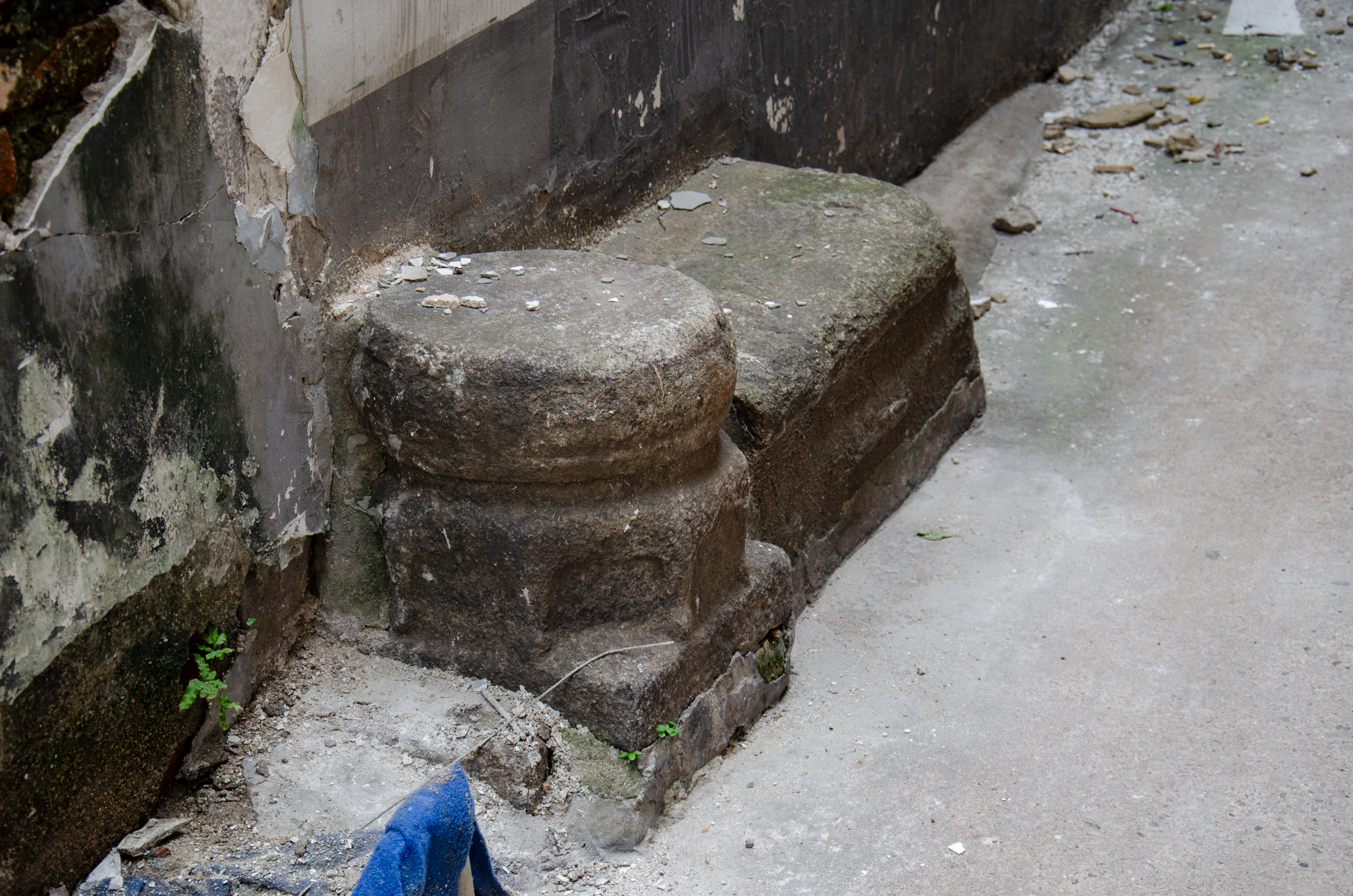
长沙后巷中墙脚石构件

#### 太平会馆
又称“太平公所”，位于花楼街，为安徽省太平县（今黄山市黄山区）商人集资建造而成，是汉口历史上仅次于山陕、江西、徽州会馆之后占地第四大的会馆（前3座会馆现已不存）。1860年位于原址的会馆毁于大火。1869年太平同乡捐建东厅，1877年《湖北汉镇街道图》中可见会馆出现在了如今的位置。1885年再次捐建，修成了正厅。1931年汉口水灾期间，设为市府公设第七收容所，容纳难民300人。会馆中的太平商人多经营一些染料生意，诸如公和来颜料靛青号的汉口分社；另外还有匹头、洋广杂货营生。會館内曾设有一些学校，诸如太平旅汉公校、汉口妇女职业补习学校；还有保安会义成社，承担了一定的消防职能。在清末至民国时名噪一时的“邹紫光阁”毛笔店的老店也在太平会馆中。
中华人民共和国建国后一度被用作新华织带厂的生产场所，后新华织带厂停产，建筑被用作大兴路鞋城仓库。
现存会馆四面墙体，上部可见西式建筑的层叠状屋檐，墙体上存在着一些砖块镌刻有“太平会馆”字样；会馆大厅存有一座高4米的石库门，为武汉现存近代建筑中最大者；在新华织带厂大门内侧，还有30余米的石板路。

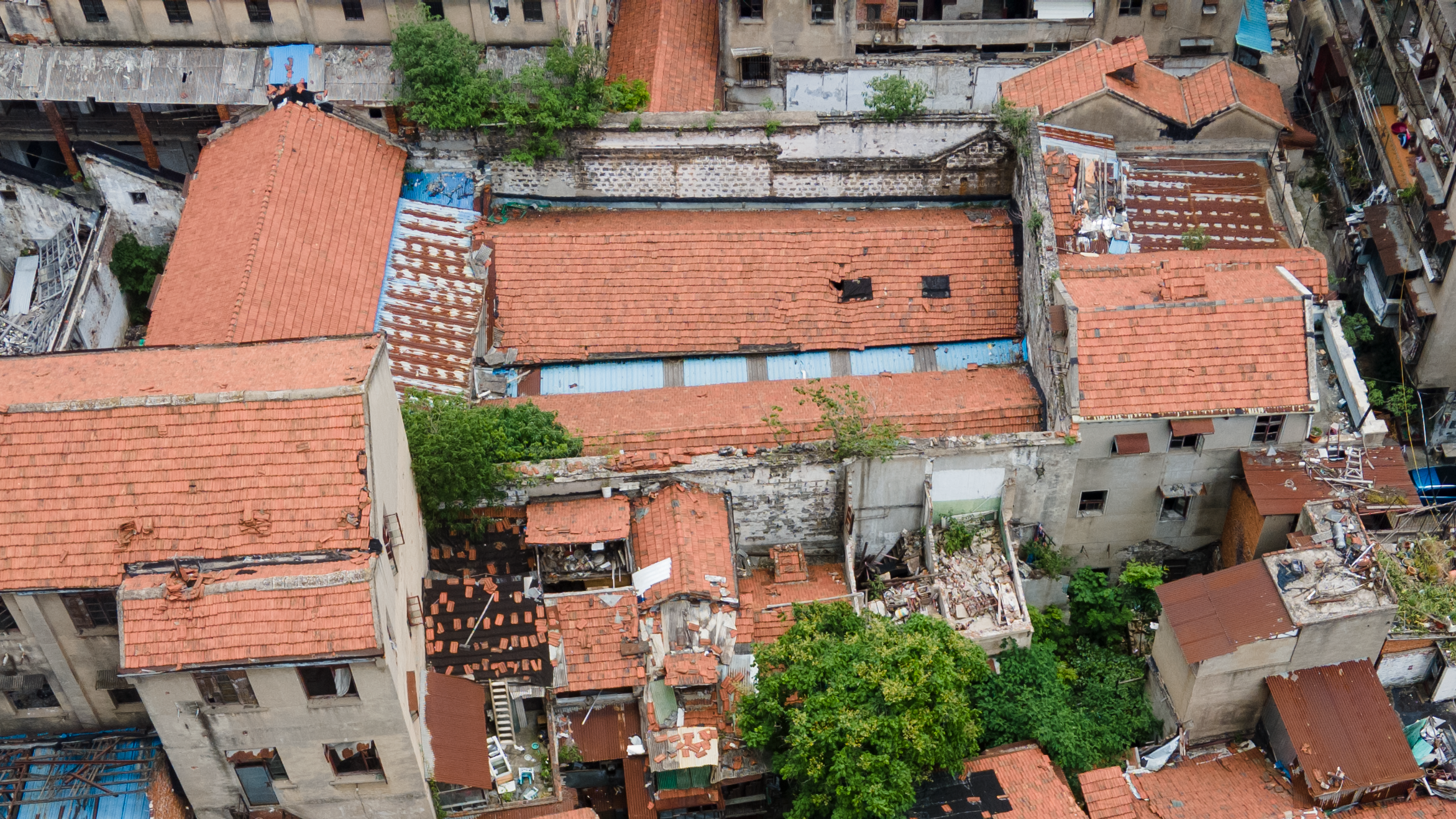
太平会馆旧址全貌
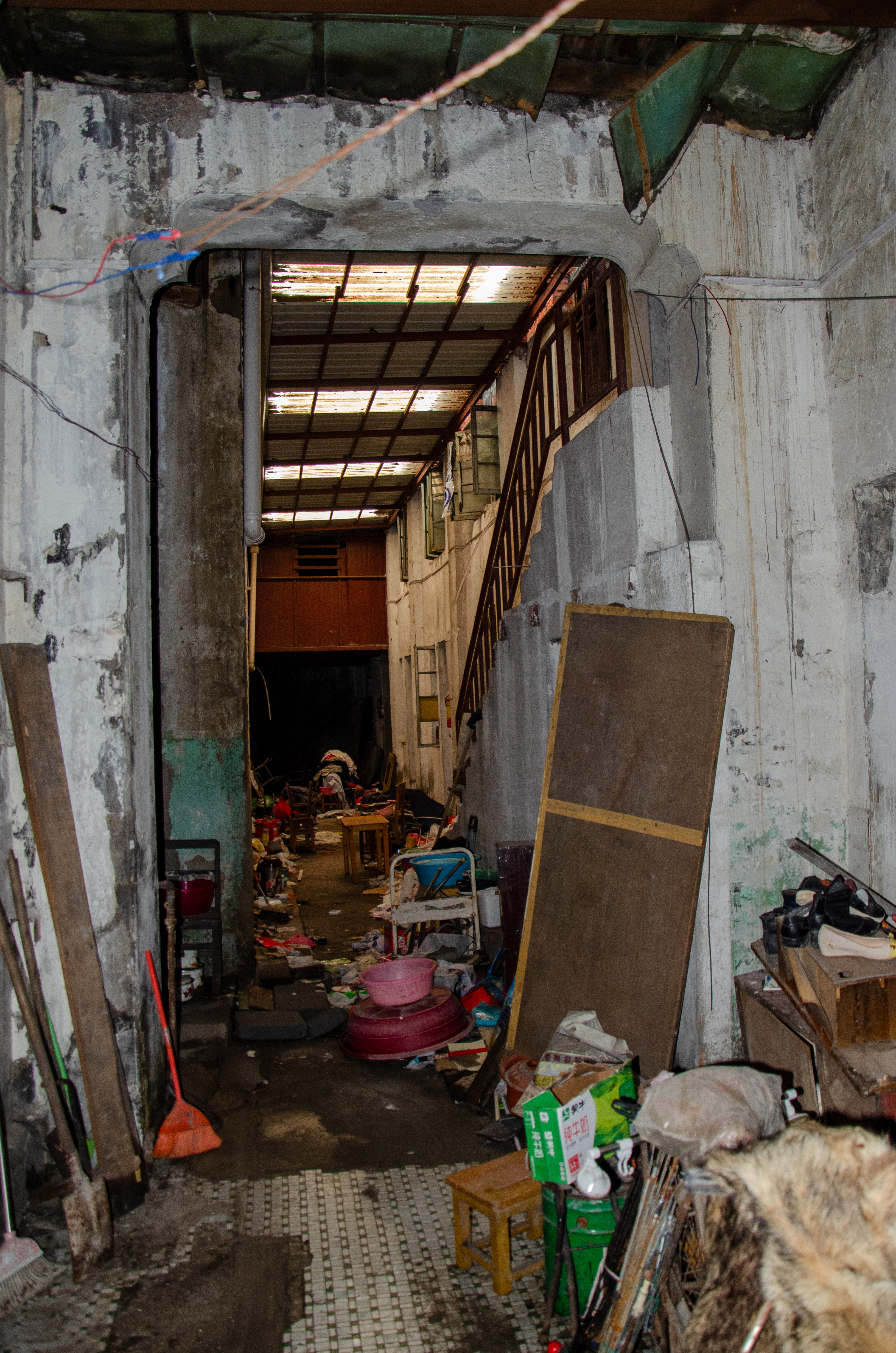
石库门
镌刻有“太平会馆”字样的砖块之一
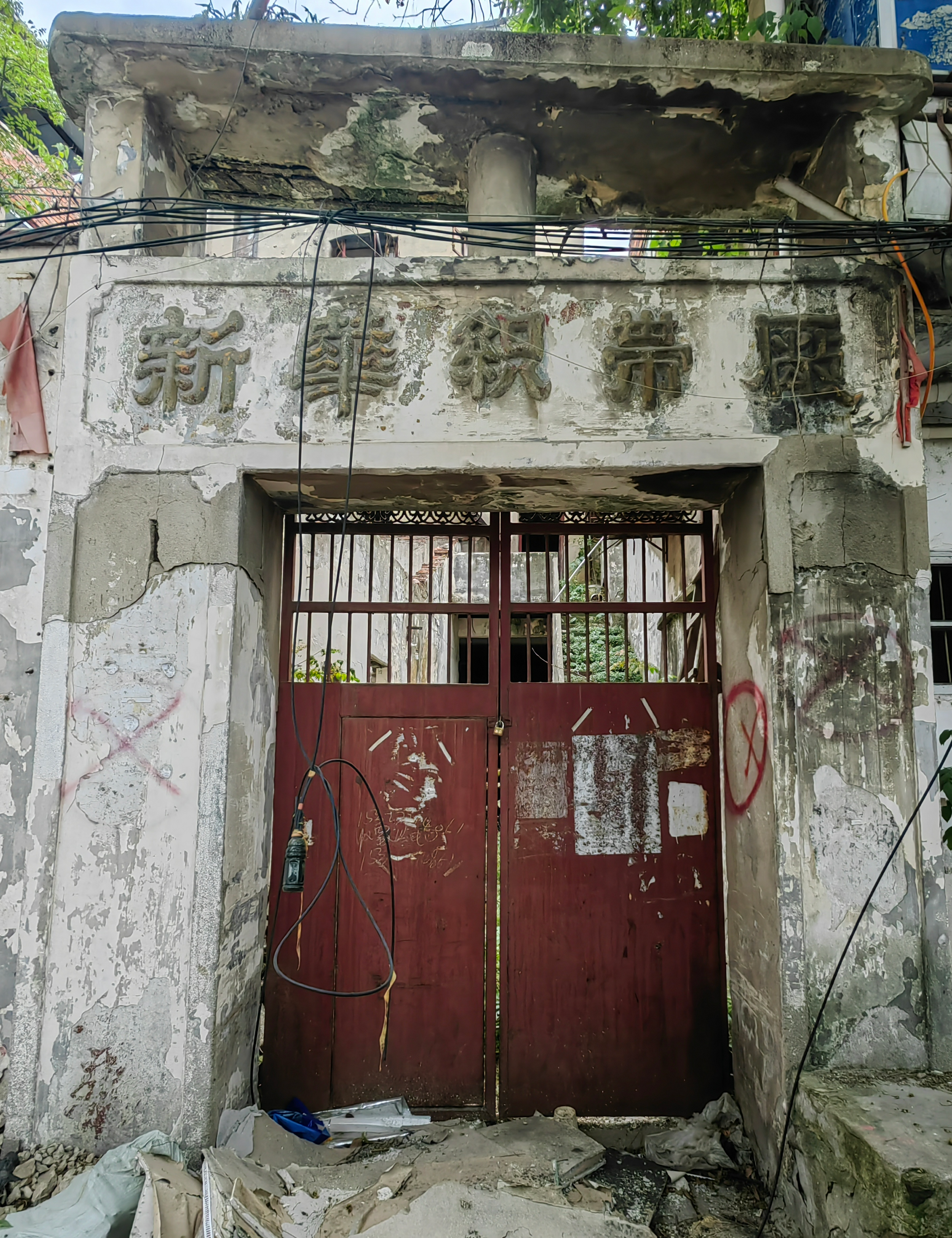
新华织带厂大门

### 里份建筑

#### 中和里
位于片区中部，内有1条巷道，长44米，宽3米，仅通二盛巷无其他出口。占地1360平方米，共有7座石库门二层住宅。1928年由麻城、黄安商人所建，以儒家思想“致中和”之典得名。1967年至1972年曾改名红（洪）流一里。
现存里巷全体，其中主入口面阔7间、高3层。里巷有多处墙角地界碑，所刻有聂善理堂、欧阳慎余堂、黄三河堂等。其中欧阳慎余堂（原籍江西）与黄三河堂（原籍黄陂）原业主的后人一直在里巷中居住至今。

#### 三义里
位于片区中部，内有6条巷道，建筑群东至二盛巷、南至二盛村、北依中和里。占地1321平方米，共有16座石库门二层住宅。1927年由本地华商合资在原夏口厅衙署旧址上建造，因是唐、王、谢三家所建，取刘关张桃园结义之典得名“三义”。1967年至1972年曾改名红（洪）流二里。
现基本存里巷全体，其中主入口面阔7间，侧入口牌楼高3层。里巷有多处墙角地界碑，所刻有“黄安谢三元堂”、“麻城唐余庆堂”等。墙砖上有“官厂”、“汉裕”铭文。

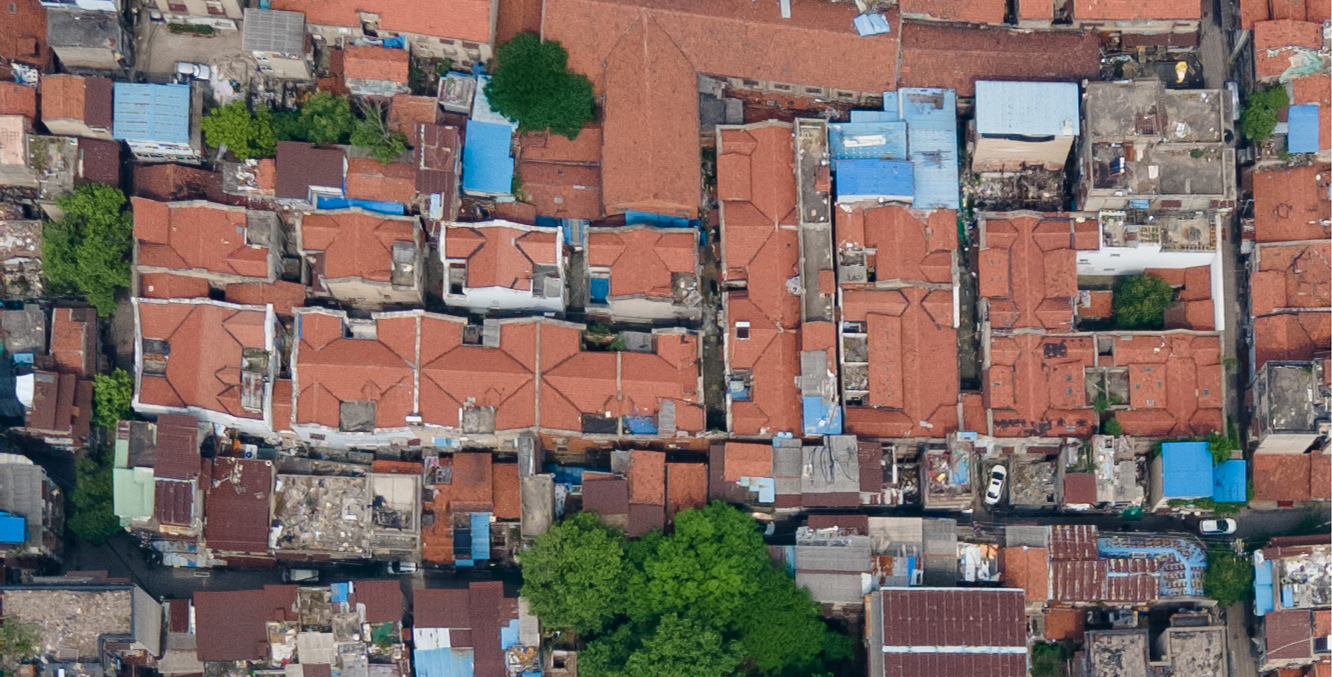
三义里（左）与中和里（右）
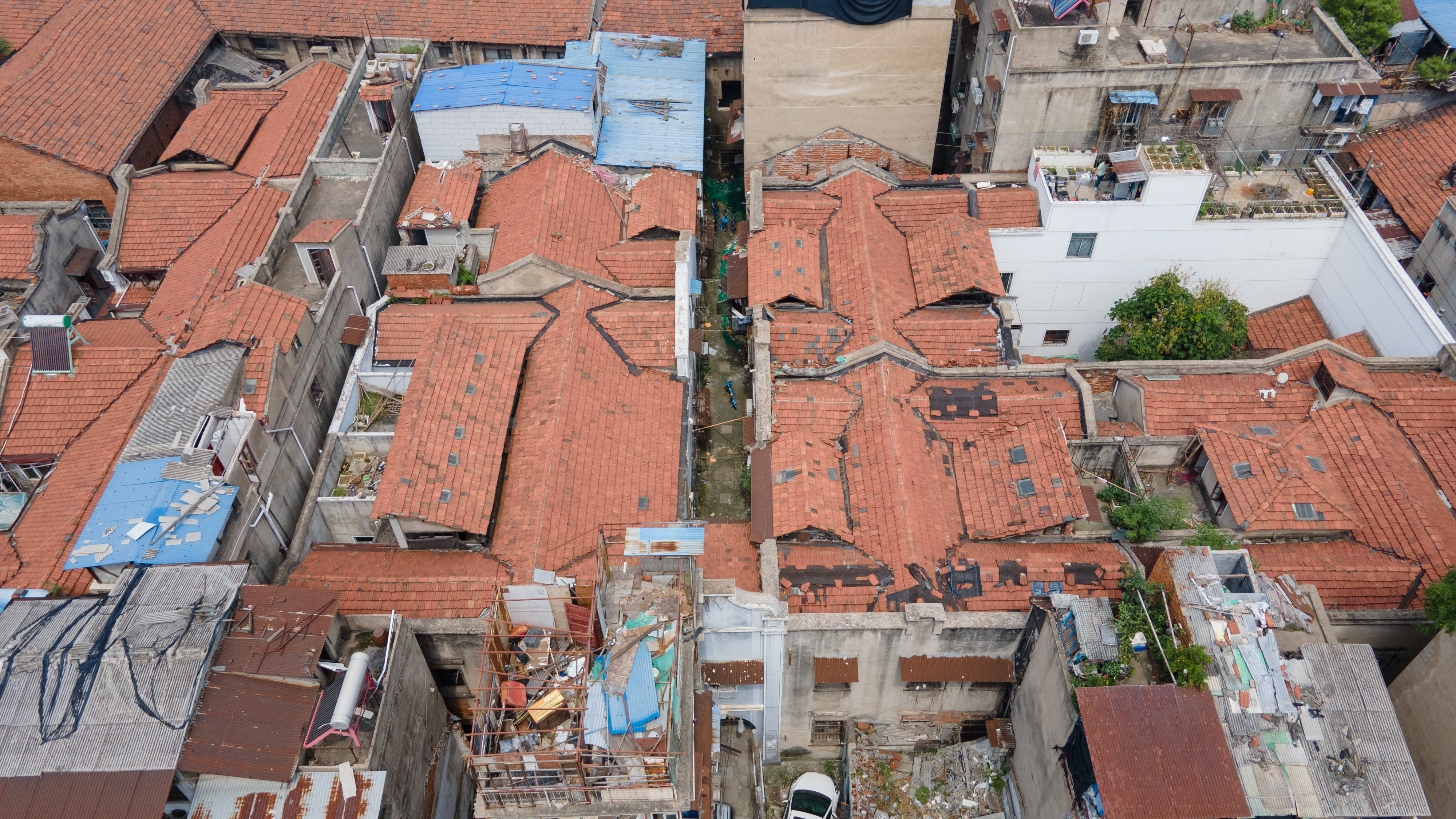
中和里全貌
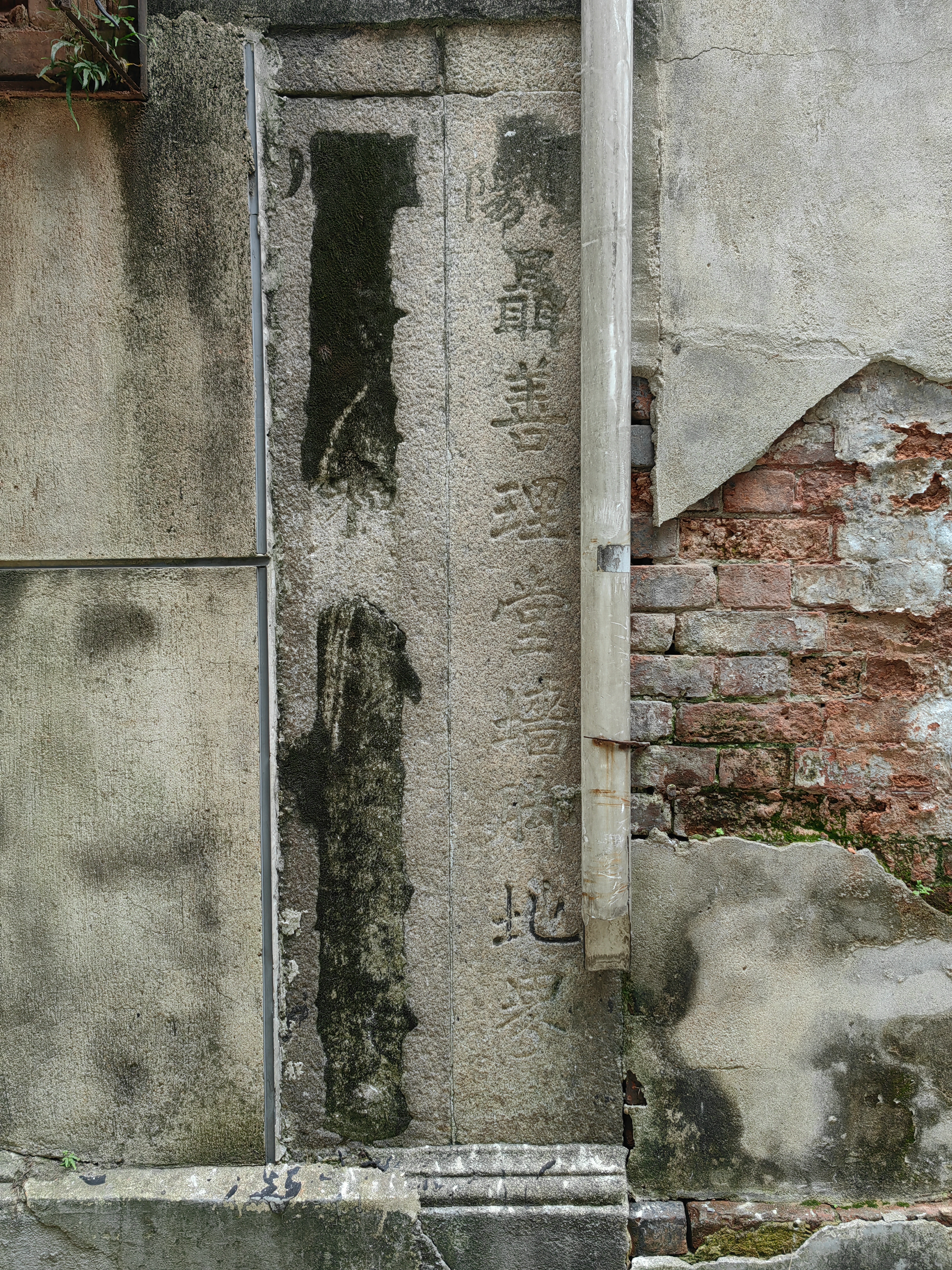
中和里墙角地界碑
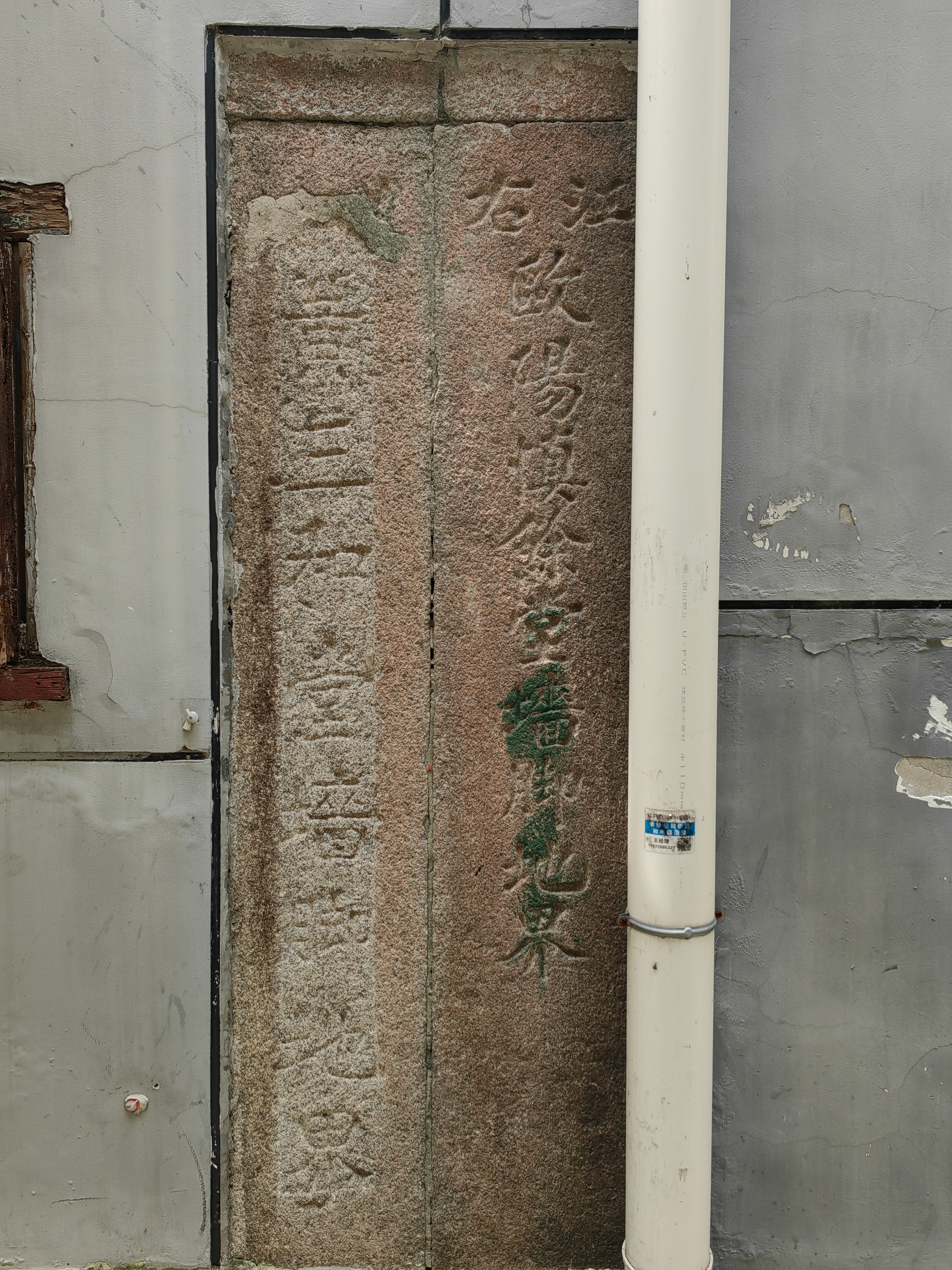
中和里墙角地界碑
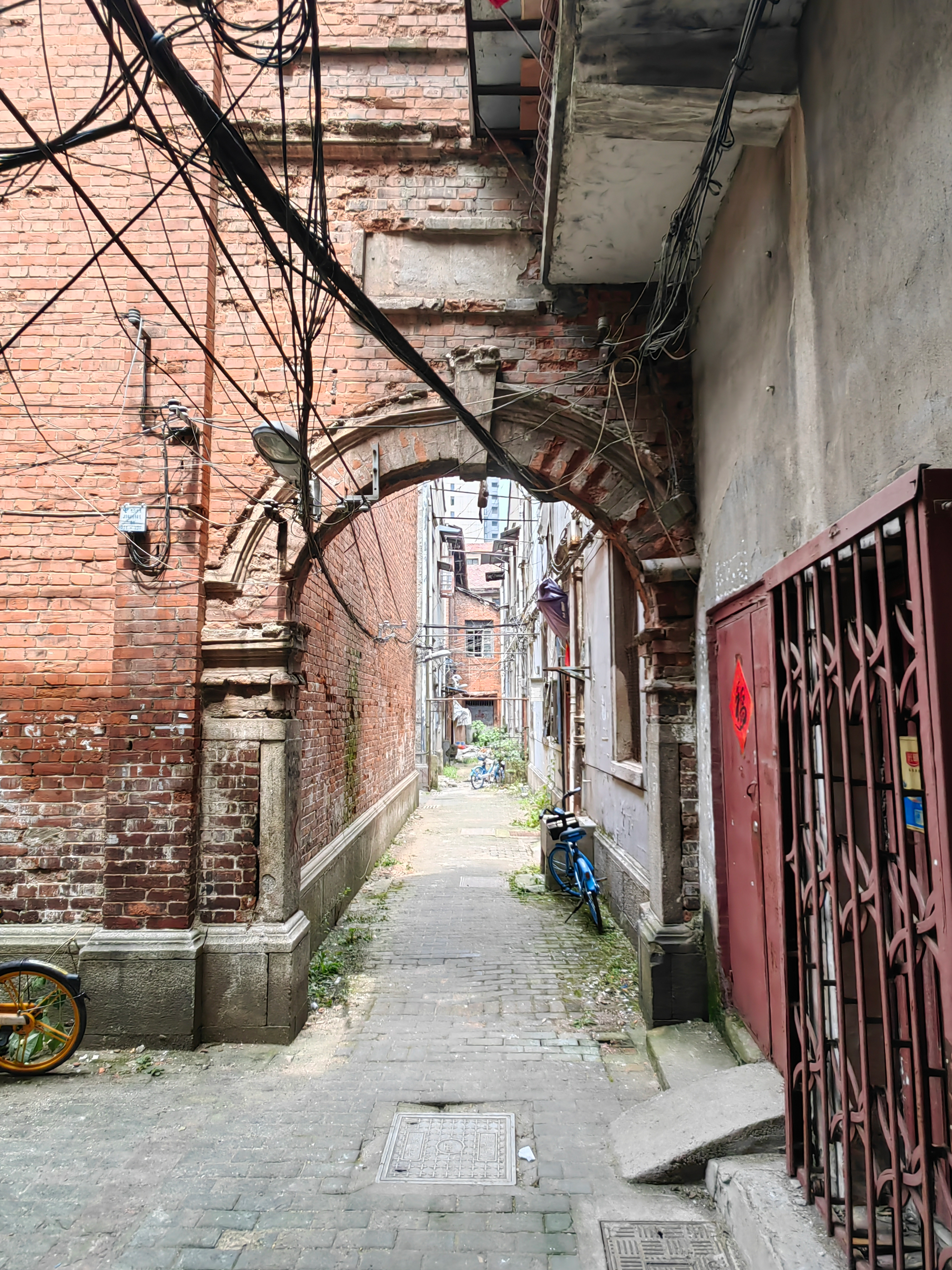
三义里侧门
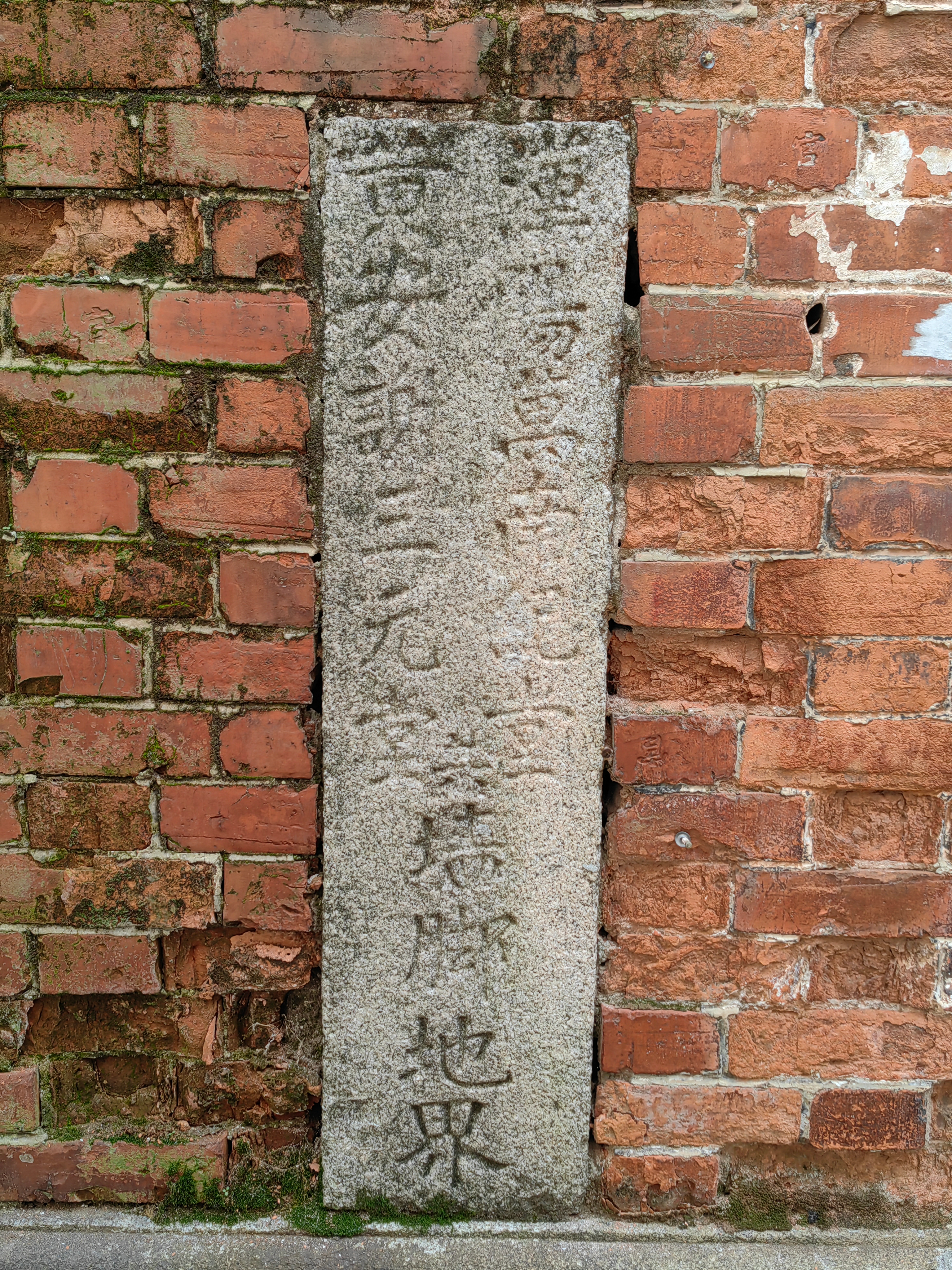
三义里墙角地界碑
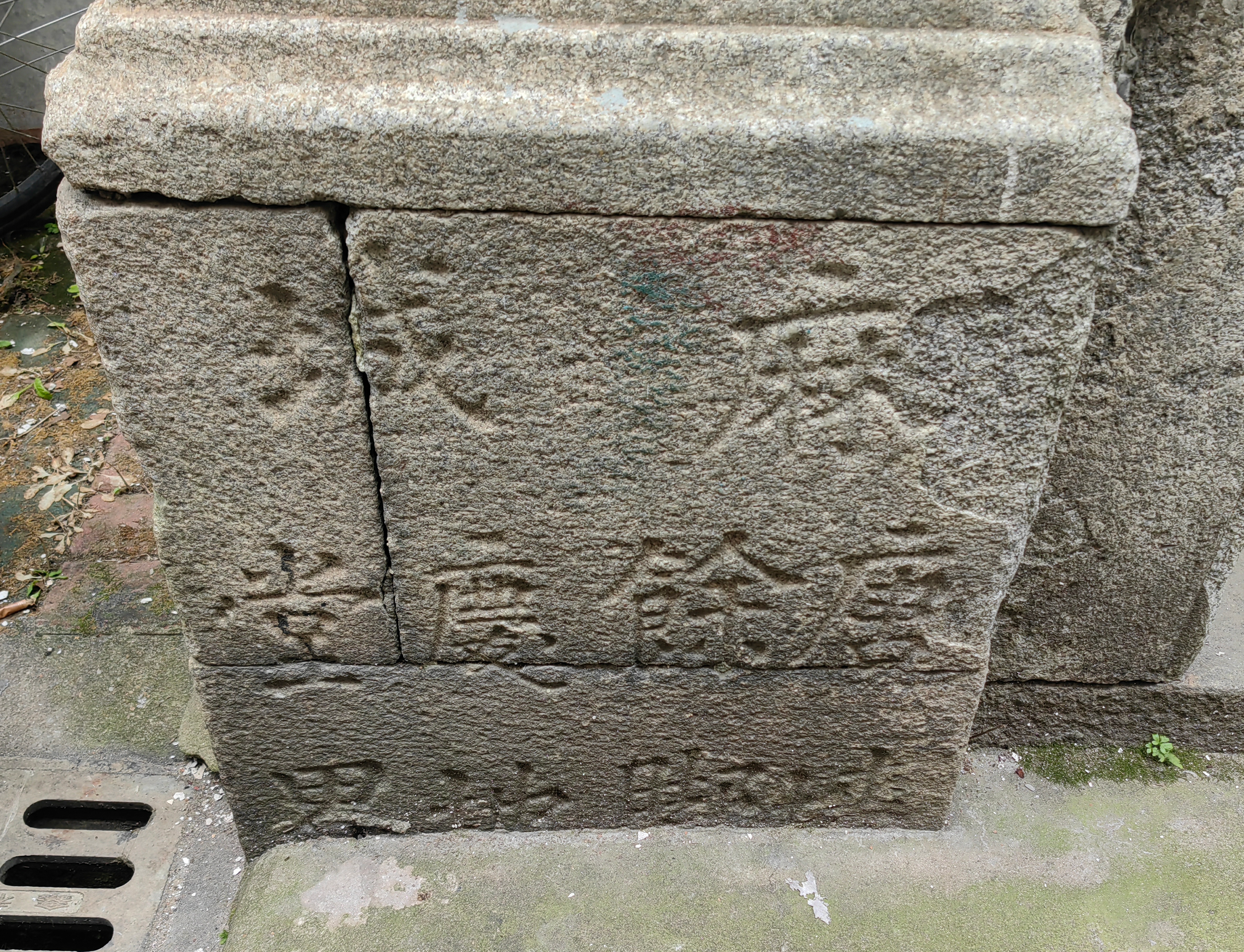
三义里墙角地界碑
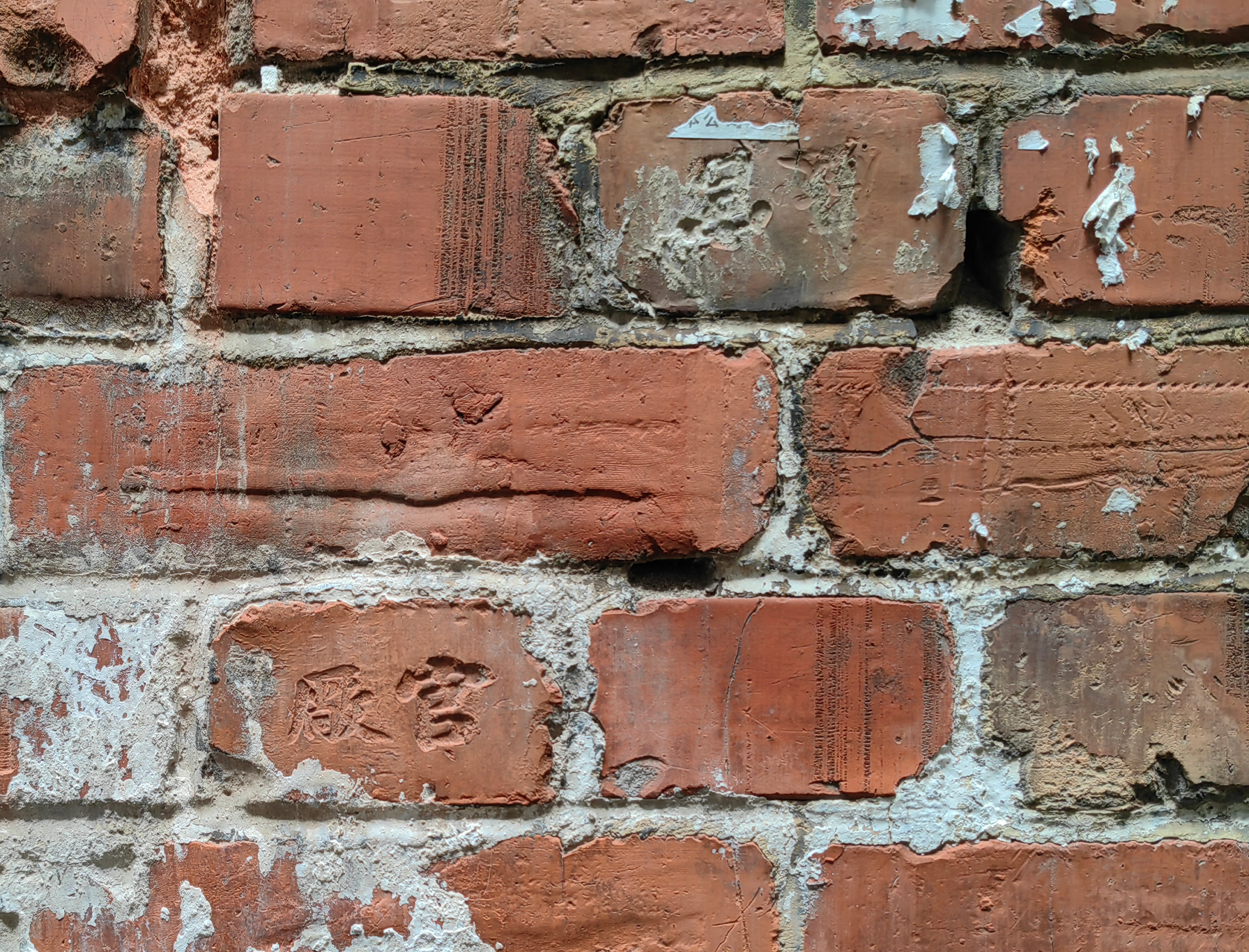
三义里“官厂”红砖

### 商业建筑

#### 升平左巷1至2号晴川承志堂
建筑占地300平方米，为一幢联排的石库门二层建筑，前门天井地面由石板铺成，内部二层有雕花栏板。现存建筑全体，另建筑南侧有墙角地界碑“晴川承志堂”字样，此中曾经开设过旅店“福裕号栈”。

#### 二盛一巷3号钱庄建筑
建筑占地364平方米，为一幢石库门二层建筑，建于1920年代。现存建筑全体，内有铁造栏杆栏板，木制隔板窗扉，水磨石地面等。

#### 花楼街38号源昌丝绸号
建筑占地168平方米，为一幢石库门二层建筑，约建于1920年代，业主单德明。现存建筑全体，有雕花横梁、雕花墙板、原装大门、墙角地界碑等。

#### 民权路185至191号花楼街口邹协盛金号
建筑占地367平方米，为一幢三层大型西式建筑，建于1930年代初。该金号为邹协和家族的连号店。现存建筑全体。

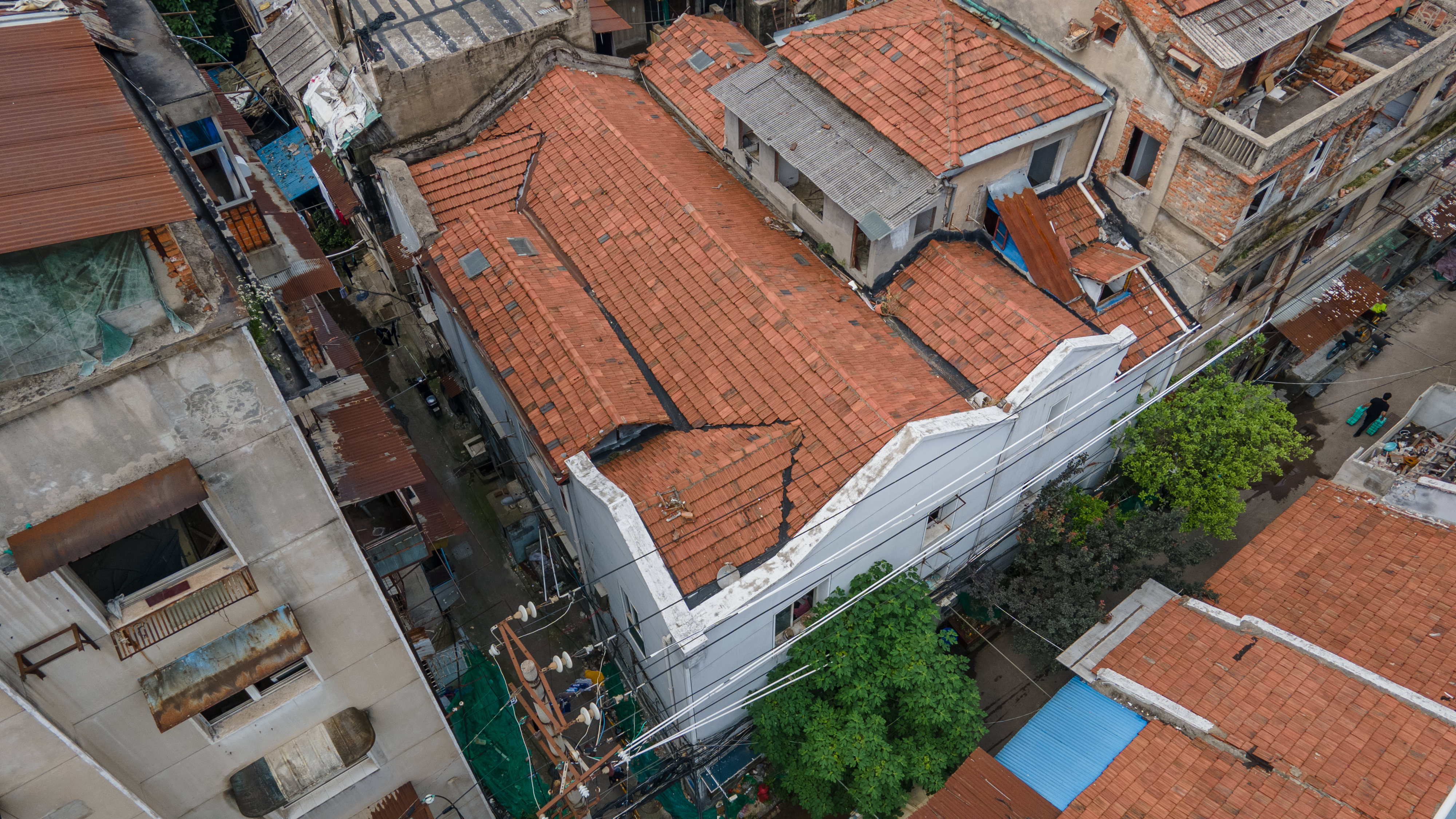
晴川承志堂总览
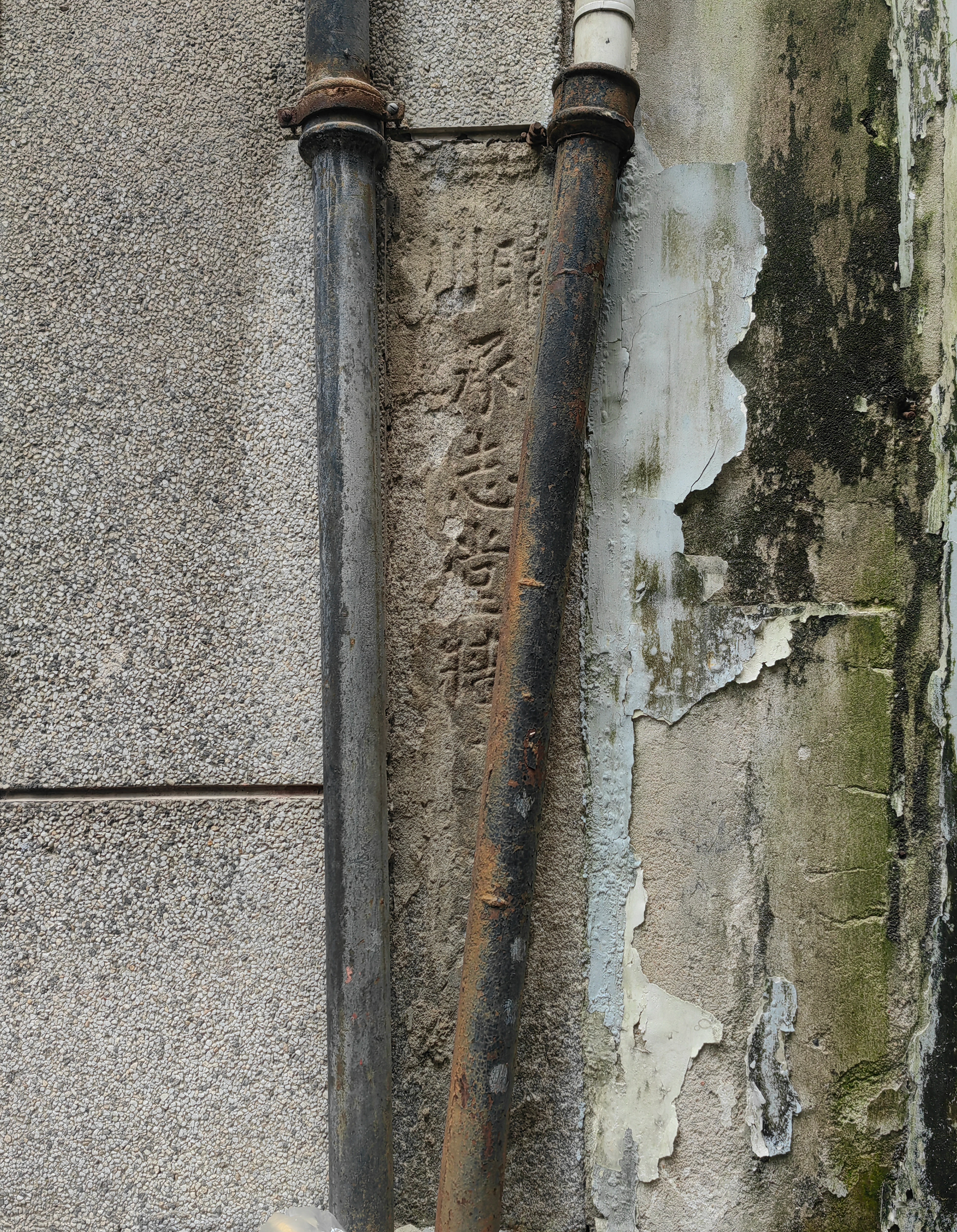
晴川承志堂墙角地界碑
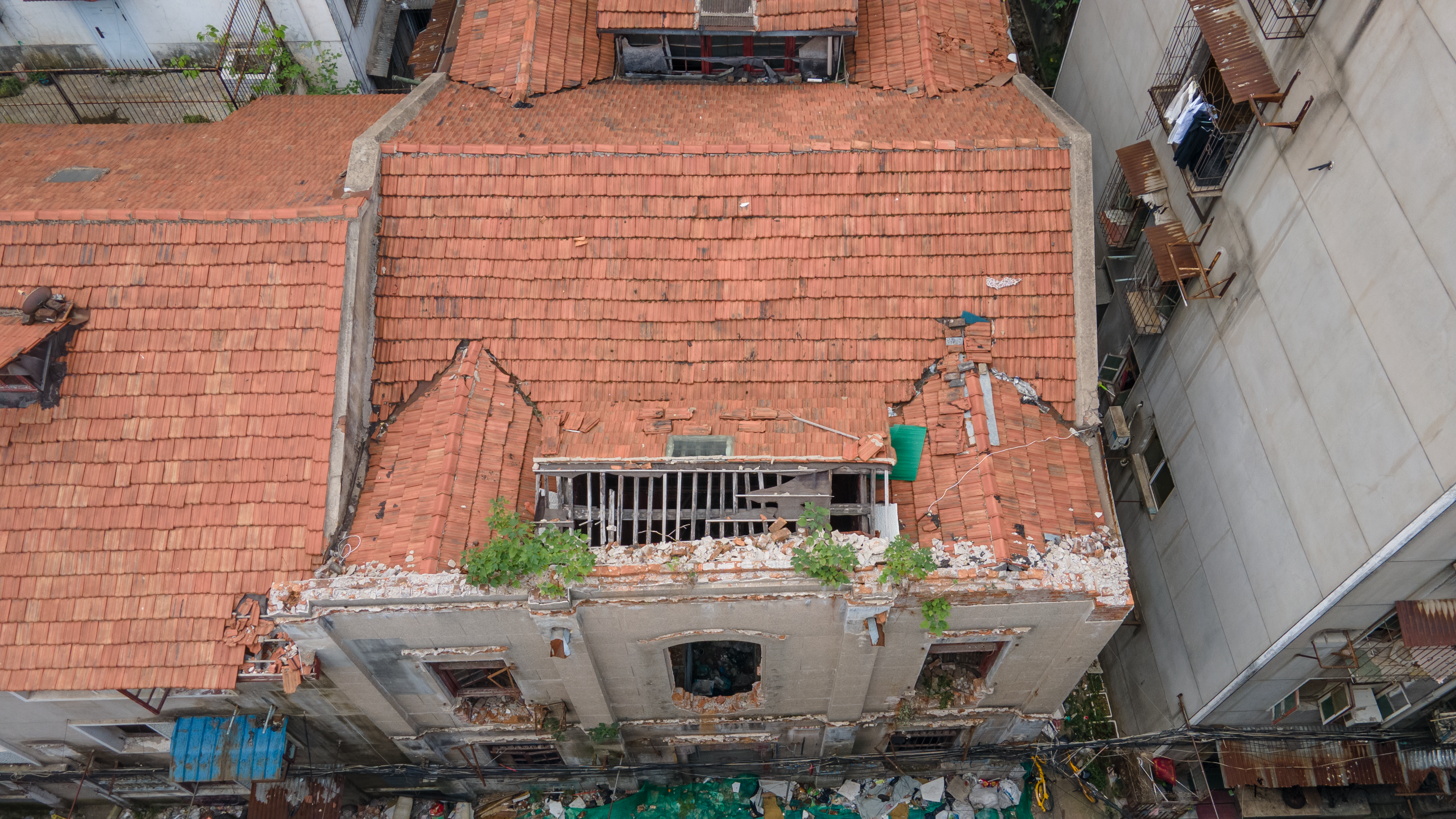
二盛一巷3号总览
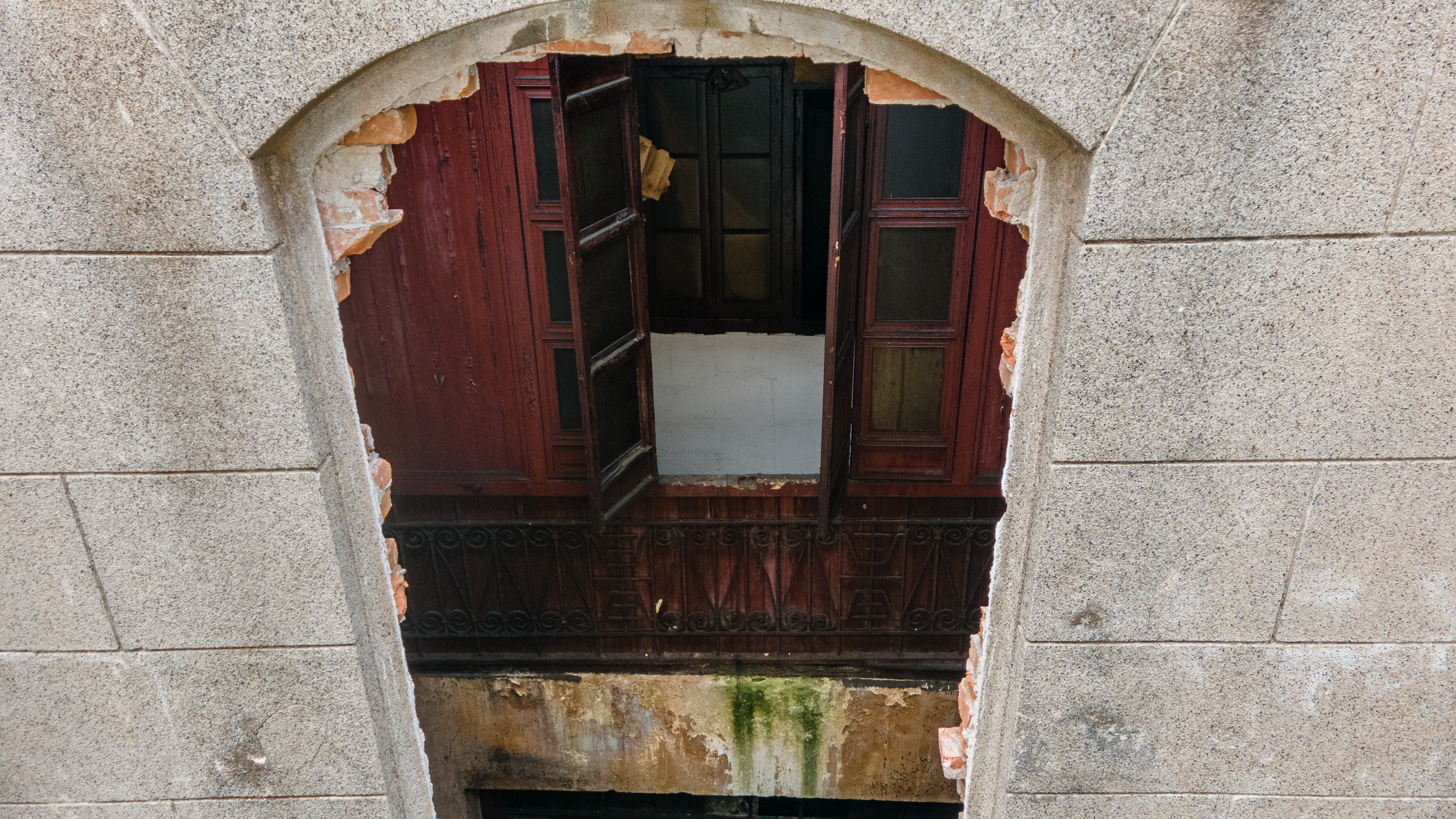
二盛一巷3号二楼栏板
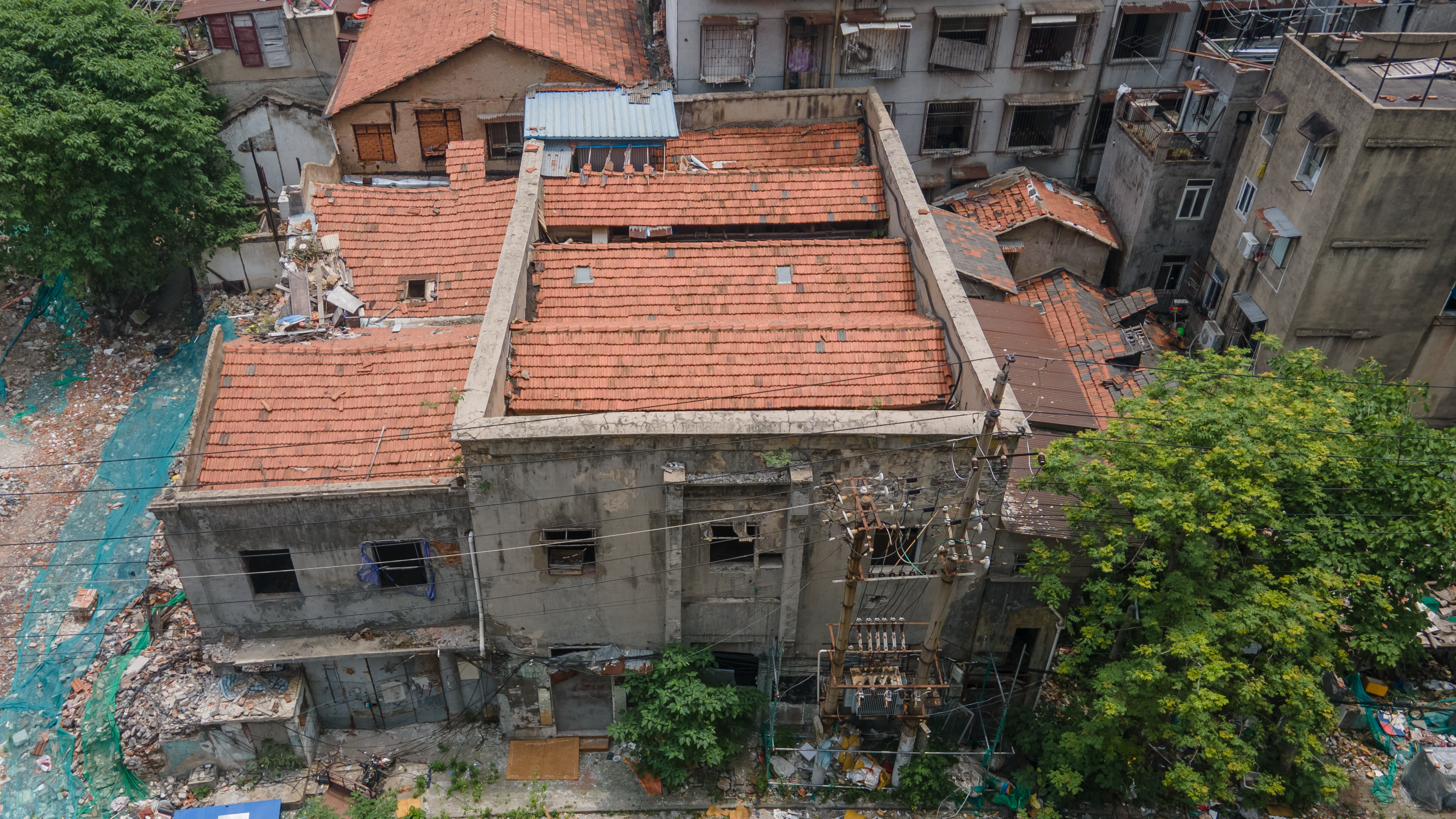
源昌丝绸号总览
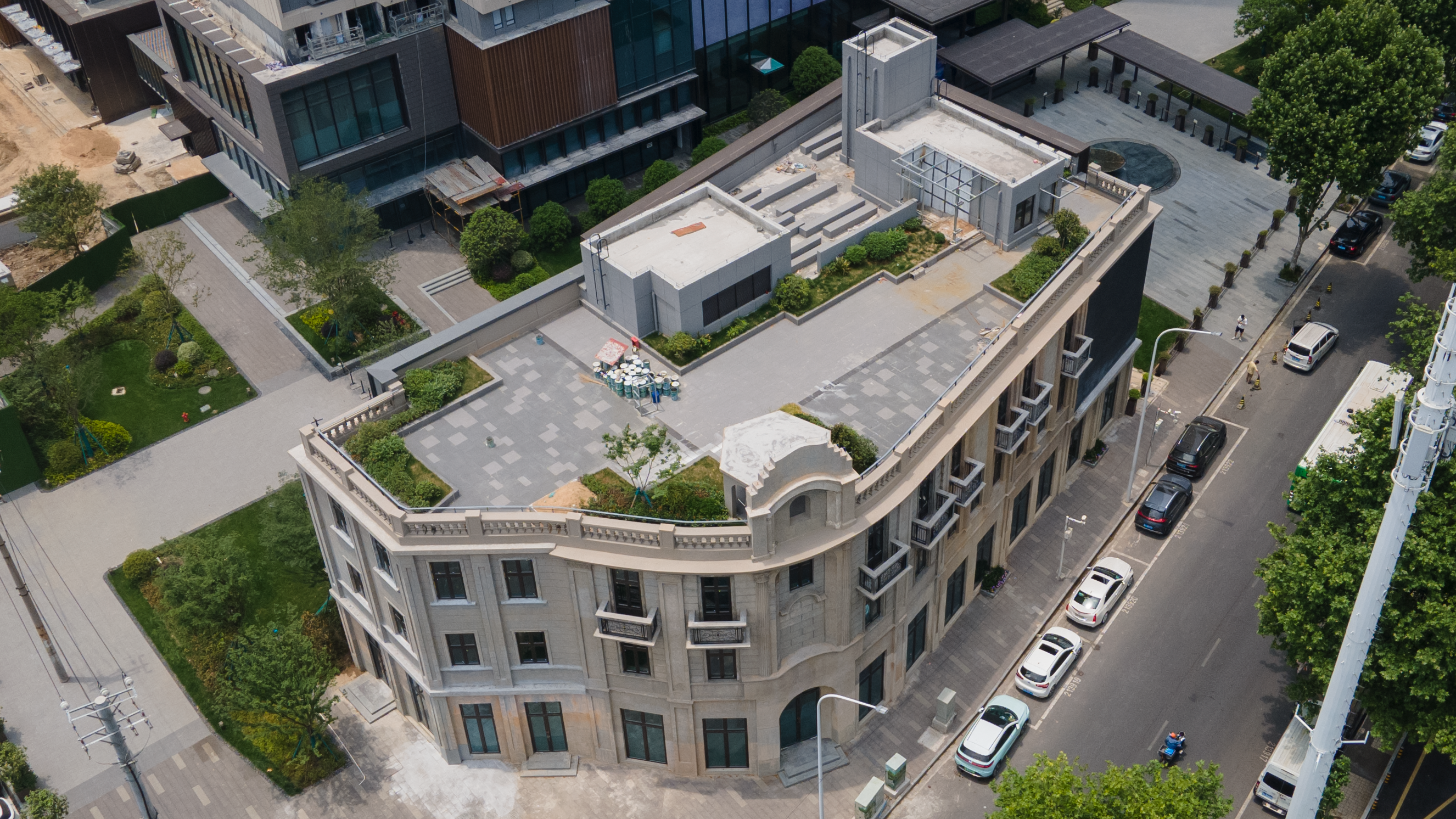
邹协盛金号总览，已经被房地产公司修复

### 其他历史建筑
以下列举出其他学者考证出的历史建筑。

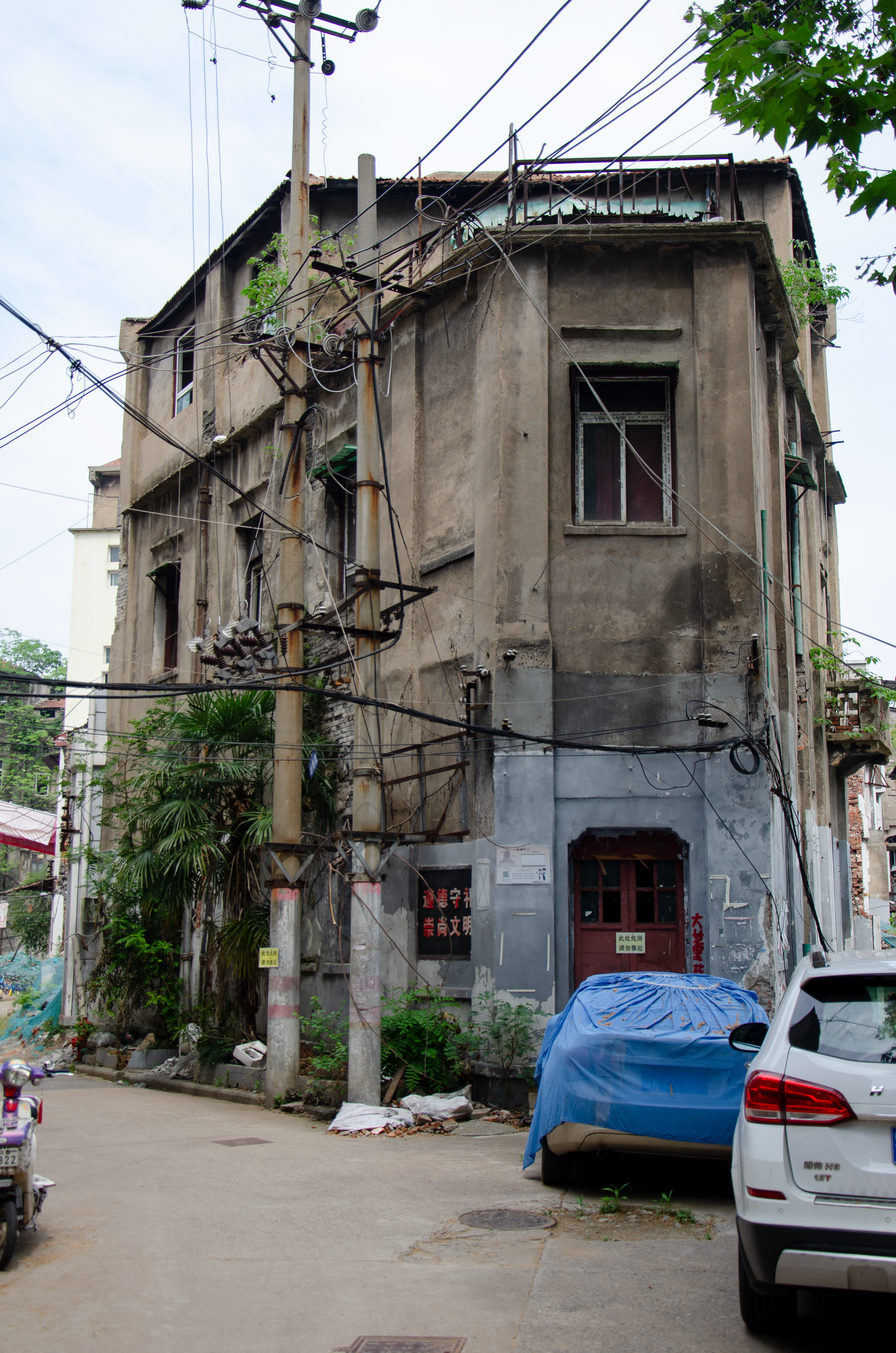
船型屋，据传为民国陆路菜行
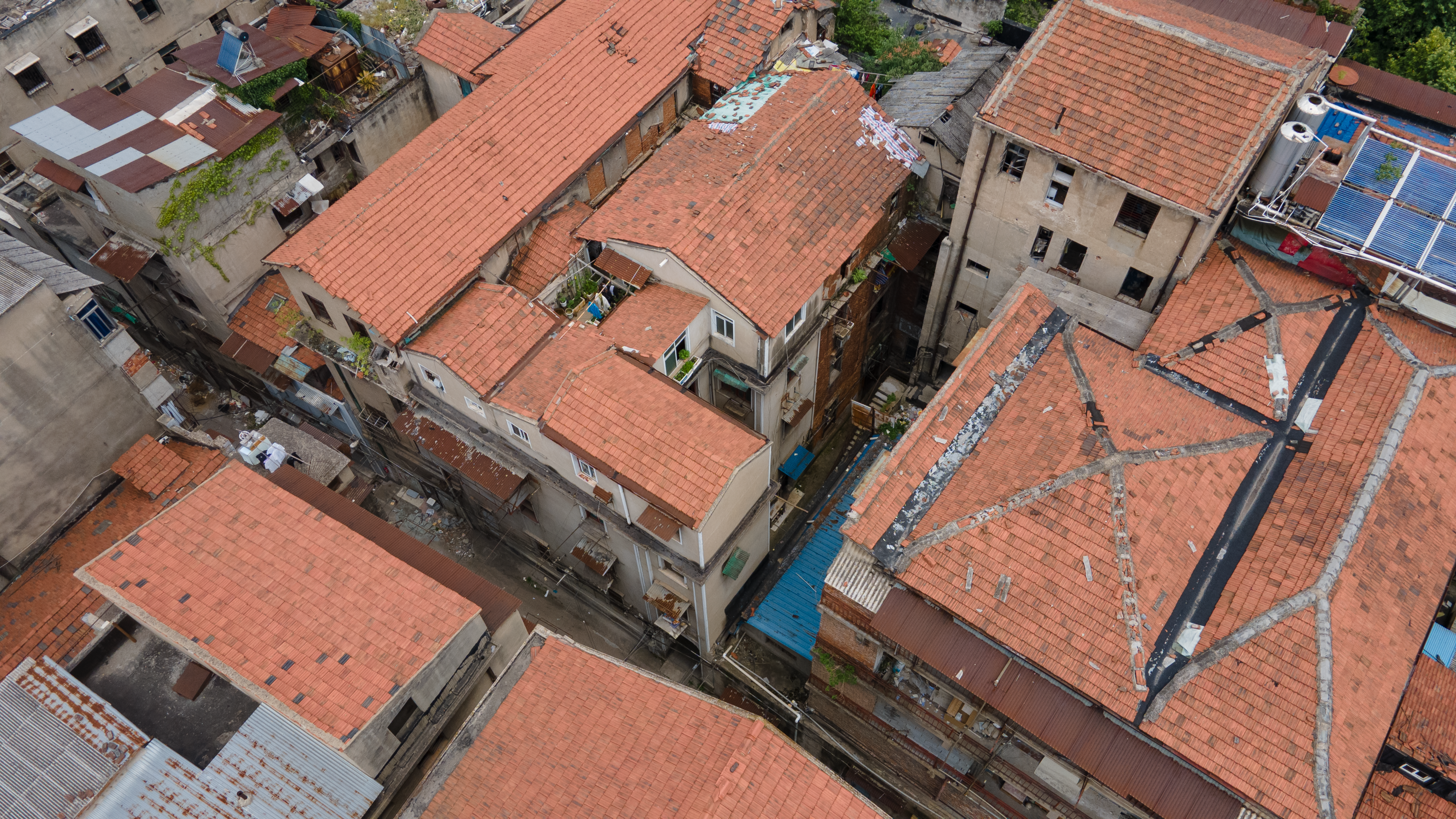
大董家二巷18至20号原新民旅社

## 保护与拆迁风波
2016年11月初，满春街道（原文如此）房管所在维修大董家巷的危房时，在旧房拆除后发现了“馆”字，此后清理了墙皮石灰后有显示“长郡”二字。10日，江汉区文体旅游局遣人员来勘察，在一根石柱上发现了石狮一座，虽然遭受居民阻挠，但仍在当日下午将石狮取走保护。
在2019年1月19日举行的人文武汉年会上，时任武汉市地方志办公室副巡视员王汗吾提出保护大董家巷片区明清时期历史建筑遗址，当年内为配合武汉市第十三批优秀历史建筑的申报，人文武汉与武汉电视台合作探访了大董家巷片区。
2019年8月23日，江汉区人民政府下达了汉正天街多处地块的旧城改造房屋征收决定书，大董家巷片区位于汉正天街63至67号地块中。
2020年6月15日，人文武汉针对大董家巷片区历史建筑保护问题做出紧急呼吁，呼吁中提到多年来有关大董家巷片区的保护问题虽然经过社会各界不断呼吁但始终未能解决。2022年10月15日，市民举报平江会馆正在进行拆除作业，16日江汉区文旅局到场阻止，此时平江会馆、二盛一巷3号钱庄建筑外立面遭破坏。18日，江汉区文旅局约相关专家考察，专家多认为应原地原貌保护。

## 备注
1. ↑  即大董社区全境及涂家社区花楼街以东部分[1][2]，但人文武汉早期的呼吁中所提及的大董家巷片区也包含了涂家社区花楼街以西部分[3]，该部分现已完全拆迁
2. ↑  在江汉关道署西头，一度用作夏口厅厅署以及夏口地方检察审判厅
3. ↑  在青龍街与升平街的街口
4. ↑  在大董家巷正街
5. ↑  此建筑形式同上海的弄堂
6. ↑  为汉阳铁厂官办砖厂制造
7. ↑  为武汉本地文物保护志愿团体
8. ↑  江汉房征决字〔2019〕第1、2号